# Korunovace českých panovníků

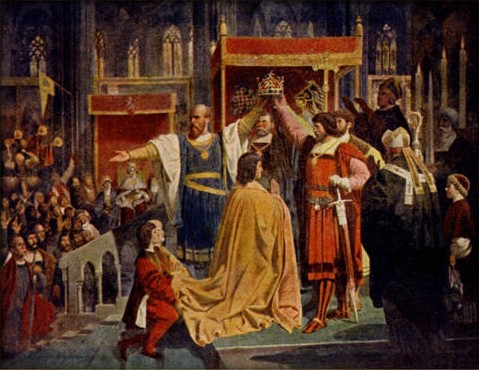
Korunovace Albrechta II. za krále českého (1438)

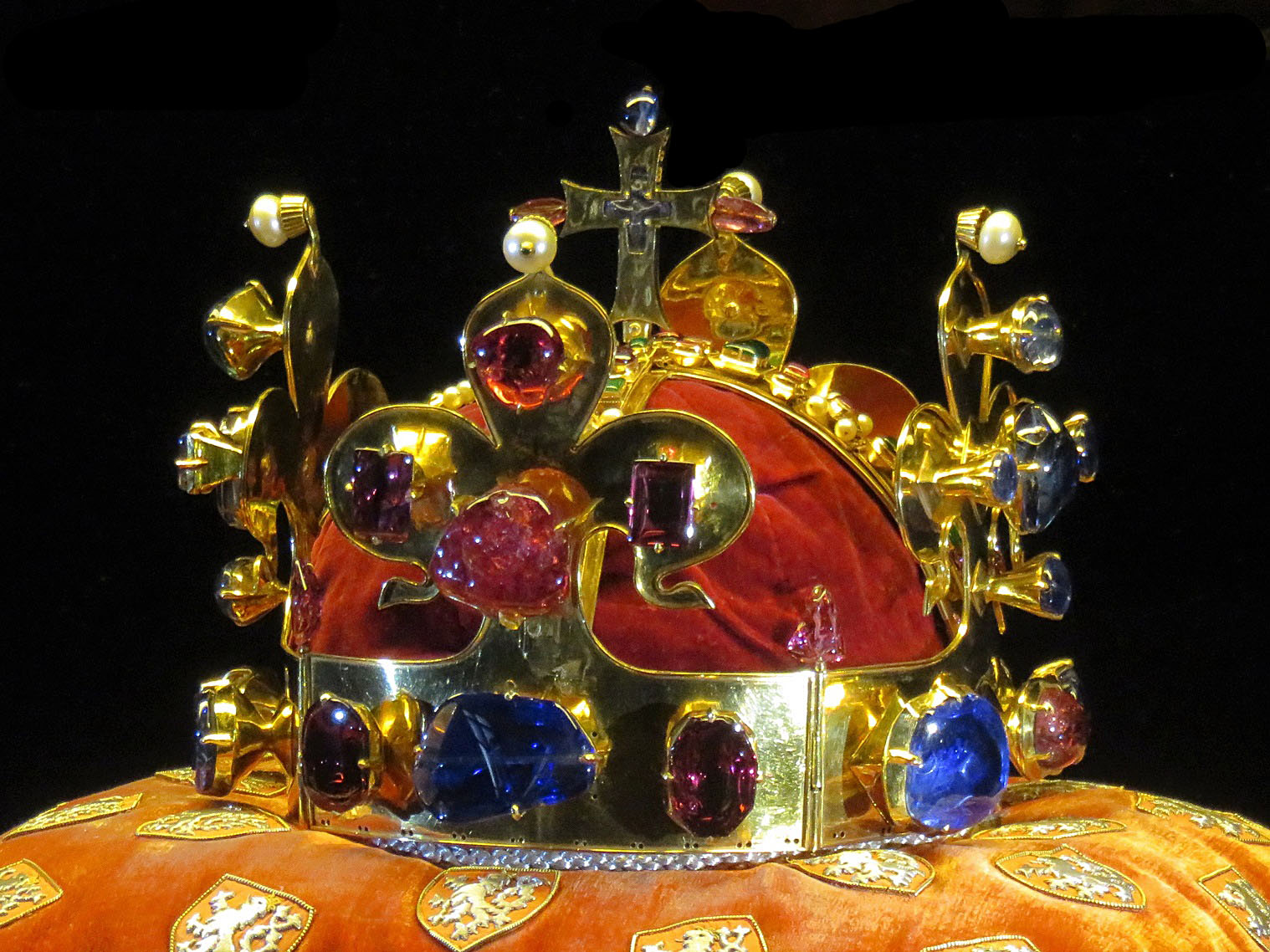
Svatováclavská koruna, nejdůležitější atribut českých králů.

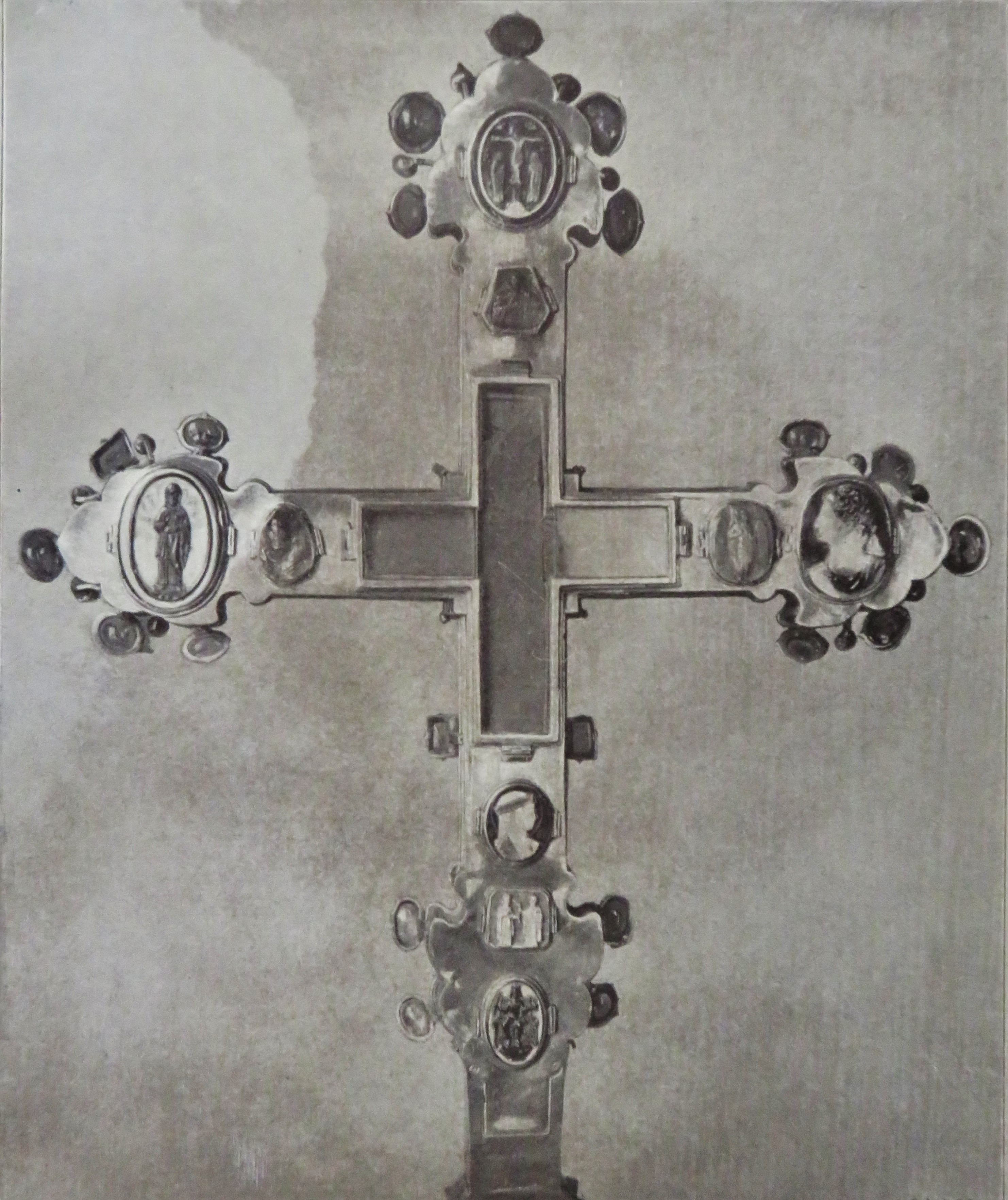
Korunovační kříž

Korunovace českých králů byla událost mimořádného státního a duchovního významu, při které byl král během korunovační mše arcibiskupem pomazán svatými oleji a korunován. Korunovace představovala symbolické potvrzení a uznání nového krále, jeho spojení se zemí, jíž vládl a také zdůrazňovala duchovní přesah jeho úřadu. Společně s králem byla většinou korunována i jeho manželka, pokud byl král ženatý. Oženil-li se král až po vlastní korunovaci, jeho žena většinou podstoupila korunovační obřad samostatně. První český král Vratislav byl nejprve korunován v dubnu 1085 císařem Jindřichem IV. a v červnu následujícího roku byl společně s manželkou pomazán a korunován v Praze z rukou arcibiskupa trevírského. Poslední korunovaný český král Ferdinand V. byl korunován 7. září 1836 v Praze. Korunovace jeho manželky královny Marie Anny Savojské 12. září 1836 byla poslední královskou korunovací v Českých zemích.
Tradičním místem královských korunovací byla bazilika svatého Víta (od roku 1344 katedrála) na Pražském hradě. Ta byla, s výjimkou několika prvních převážně světských korunovací, místem konání všech korunovací. Osobou oprávněnou korunovat české krále a královny byl od roku 1228 mohučský arcibiskup, a to až do roku 1344, kdy bylo toto privilegium papežem trvale přeneseno na arcibiskupa pražského. S provedením korunovace arcibiskupovi asistovali duchovní i světští hodnostáři.
Počínaje korunovací Karla IV. a Blanky z Valois uskutečněné v září 1347 byly všichni čeští králové a královny korunování korunou Svatého Václava, kterou nechal pro tuto korunovaci zhotovit předchozího roku sám Karel, tehdy ještě následník trůnu. Při tvorbě koruny navázal na korunu přemyslovských králů, kterou byla ještě roku 1337 korunována královna Beatrix Bourbonská. Předchozí korunovační koruna, resp. koruny se nedochovaly, přičemž je možné, že původní koruna posloužila jako základ pro Svatováclavskou korunu. Společně s korunou byly během korunovací užívány další korunovační klenoty, především pak královské jablko a žezlo. Dochované renesanční jablko a žezlo, které jsou součástí českých korunovačních klenotů, byly zhotoveny o dvě století později než koruna.
V českých zemích nebyla korunovace nutná pro výkon královské vlády jako v sousedním Uhersku, přesto ji všichni čeští králové kromě sedmi dále uvedených panovníků podstoupili: Václav III. (vládl 1305–1306), Jindřich Korutanský (vládl 1306, 1307–1310), Rudolf Habsburský (vládl 1306–1307), Josef I. (vládl 1705–1711), Josef II. (vládl 1780–1790), František Josef I. (vládl 1848–1916) a Karel III. (vládl 1916–1918). Naopak nikdy skutečně nevládl Ferdinand IV., který byl korunován ještě za vlády otce a zemřel před nástupem na trůn. Vzdorokrál Karel Albrecht Bavorský, který se krátce zmocnil země během válek o rakouské dědictví (1740–1744), nebyl korunován vzhledem k absenci korunovačních klenotů. Byl pouze provolán králem za přítomnosti pražského arcibiskupa během holdovacího sněmu stavů, které nechal svolat po obsazení Prahy.

## Historie a význam korunovace

### Intronizační rituály přemyslovských knížat
Přemyslovská knížata byla po svém zvolení intronizována za účasti a souhlasu lidu (aklamace ve formě Kyrie eleison) uvedením na kamenný stolec na místě dnešního Pražského hradu. Jádrem i vrcholem intronizačního aktu bylo samotné usazení nového knížete na stolec. Během intronizace byly mezi lidi rozhazovány mince proto, aby „se netlačili na knížete sedícího na stolci a raději tyto mince chytali“. Na tento původem římský zvyk bylo navázáno při královských korunovacích, kdy byly po jejím ukončení za odcházejícím králem rozhazovány zlaté a stříbrné mince. Na rozdíl od pozdějších korunovací se knížecí intronizace neúčastnily knížecí manželky. Po ustanovení dědičného království převzala pozici ústředního intronizačního objektu svatovítská bazilika jako místo konání korunovací.

### Korunovace prvních králů

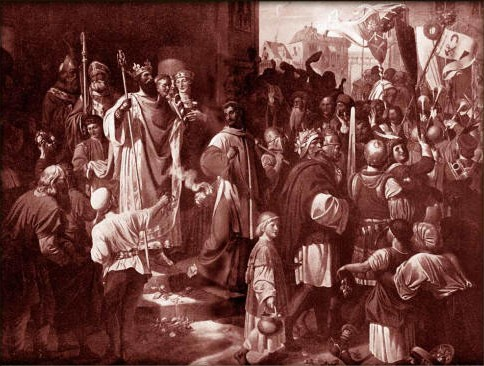
Korunovační průvod Vratislava a Svatavy

Poprvé získal pro svoji osobu královský titul kníže Vratislav II. v roce 1085 za vojenskou pomoc císaři. Při té příležitosti ho na shromáždění v Mohuči korunoval císař Jindřich IV. králem a zároveň přikázal trevírskému arcibiskupovi připravit plnohodnotnou korunovaci v Čechách. Pečlivě připravená korunovace se uskutečnila na den svatého Víta 15. června 1086 v bazilice svatého Víta, Vojtěcha a Panny Marie na Pražském hradě, kdy byli trevírským arcibiskupem Egilbertem z Ortenburgu Vratislav společně s manželkou Svatavou korunováni králem a královnou Čech a Polska.
| „                 | Mezitím Egilbert, arcibiskup trevírský, jsa poslušen císařova rozkazu, přijel do hlavního sídla Prahy a dne 15. června při slavné mši svaté pomazal Vratislava, oděného královskými odznaky, na krále a vložil korunu na hlavu jeho i na hlavu jeho manželky Svatavy, oblečené v královské roucho. | “ |
| — Kosmova kronika | |   |

Podruhé královský titul získal Vladislav II. 11. ledna 1158 za příslib vojenské pomoci v Řezně, kdy mu sám císař Fridrich I. Barbarossa vložil na hlavu korunu. Zároveň mu císař udělil i dědičné privilegium nosit tuto čelenku (latinsky circulus tj. čelenka nikoliv koruna), jak o ní hovoří listina vydaná 18. ledna, a to o velkých svátcích o kterých nosí korunu císař (Vánoce, Velikonoce, Letnice) a také o svátcích domácí světců Václava a Vojtěcha. Tuto výsadu měl přijímat pouze z rukou domácích biskupů. Podruhé Vladislava císař korunoval (tentokrát už diadema) 8. září 1158 v dobytém Miláně. Zdeněk Petráň a Michal Mašek z existence korunovačních denárů předpokládají také pražskou církevní korunovaci Vladislava s manželkou Juditou, která se mohla konat pravděpodobně o Velikonocích následujícího roku.
Třetím českým knížetem, který získal královský titul byl Vladislavův syn Přemysl Otakar I. V boji o císařskou korunu se Přemysl postavil na stranu Filipa Švábského. Ten ho poté v září 1198 na říšském sněmu v Mohuči korunoval králem. Skutečnou církevní korunovaci Přemysl podstoupil 24. srpna 1203 v Merseburgu, kdy měl opětovně přijmout korunu z rukou císaře a poté měl být pomazán a korunován papežským legátem Guidem z Praeneste. V dubnu následujícím roku pak byl Přemyslův královský titul uznán i papežem. Dědičnost královského titulu mu byla potvrzena císařem Fridrichem II. roku 1212 Zlatou bulou sicilskou.

### Korunovace následníka za života otce

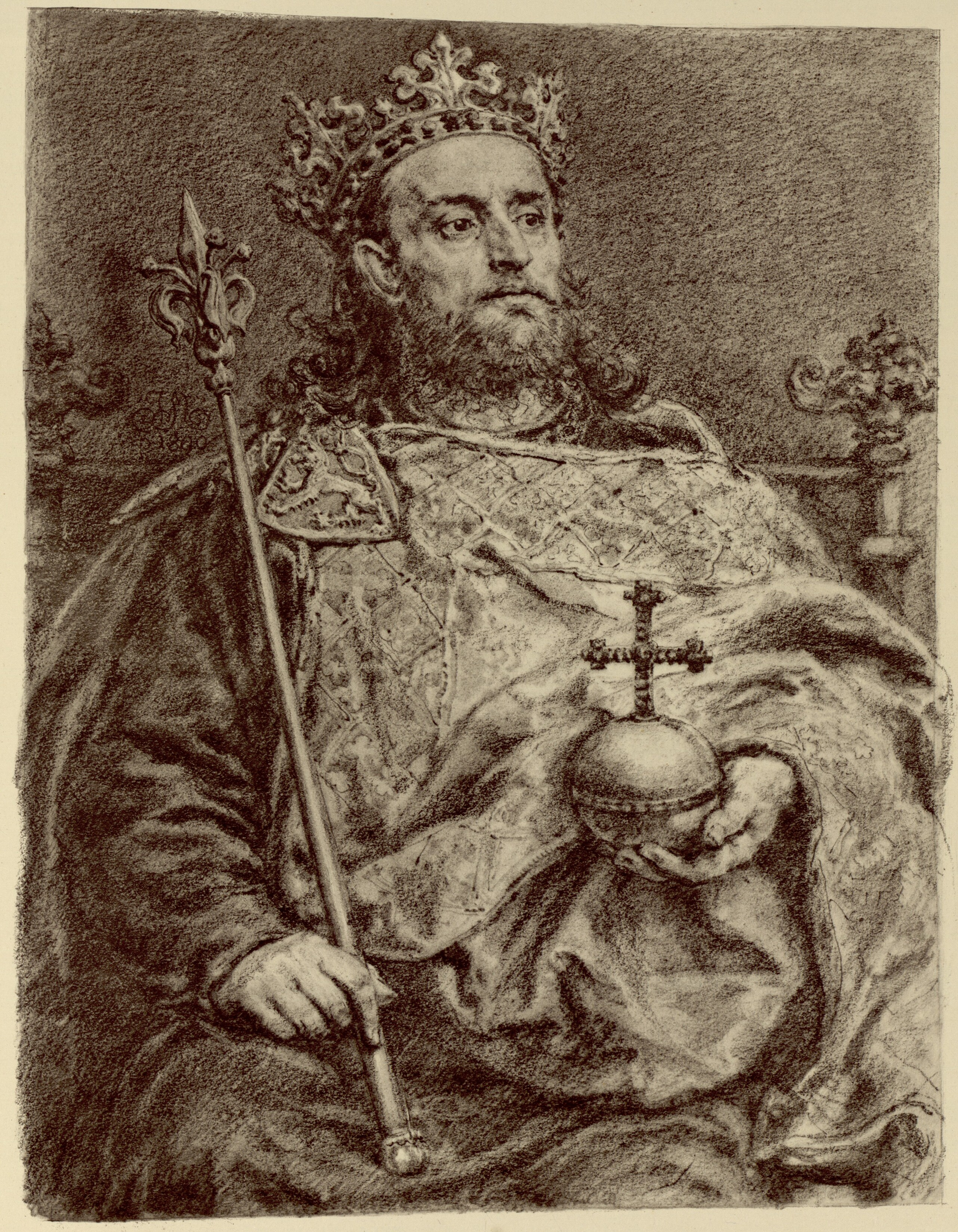
Václav II., poslední korunovaný český přemyslovský král

Nutnost dodatečně zajistit korunu pro svého dědice i přes platnost Zlaté buly sicilské řešil již sám Přemysl Otakar I. Proto nechal roku 1216 svolat velký sněm šlechty, kde za účasti svého bratra Vladislava Jindřicha a biskupů pražského a olomouckého, nechal potvrdit nástupnictví svého syna Václava, který byl společně s manželkou Kunhutou 6. února 1228 ve svatovítské bazilice korunován mohučským arcibiskupem Sigfriedem jako „mladší král Čechů“ (iunior rex Boemorum). Přemysl Otakar I. si i přes tuto korunovaci uchoval veškerou moc, kterou jako panovník disponoval.
| „ | Král Václav byl se svou manželkou, královnou Kunhutou, pomazán v kostele pražském od ctihodného arcibiskupa mohučského Siegfrieda v neděli, kdy se zpívá Esto mihi. | “ |

Sám Václav  I. svého následníka syna Přemysla Otakara během své vlády korunovat nedal. Sám Přemysl Otakar projevil o korunu zájem nejpozději v únoru 1248, kdy se začal považovat za mladšího krále Čechů. Král Václav následujícího roku zabral Vyšehrad a Pražské město a 16. srpna 1249 se v kostele svatého Františka podrobil sváteční korunovaci vedené olomouckým biskupem. Ani poslední přemyslovští králové již své následníky korunovat nenechávali. Žádný z přemyslovských králů také ani nebyl korunován v době převzetí vlády. Přemysl Otakar II. i jeho syn Václav II. byli korunováni až několik let po faktickém nástupu na trůn, přestože oba o brzkou korunovaci usilovali. Do korunovace se sami titulovali dědic a pán Království českého.
Brzkou korunovaci Přemysla Otakara II. po převzetí vlády zhatila klatba mohučského arcibiskupa a také problémy v bezdětném manželství s Markétou Babenberskou. Až po rozvodu s Markétou a novém sňatku s Kunhutou Uherskou (listopad 1261) byl Přemysl společně s Kunhutou 25. prosince 1261 korunován mohučským arcibiskupem (sedm let od nástupu na trůn). Při této příležitosti Přemysl potvrdil právo mohučského arcibiskupa korunovat české panovníky a také zároveň uhradil všechny náklady spojené s jeho korunovační cestou a slíbil mu ochranu před eventuální nevolí kurie. Jeho syn Václav II. se stal králem jako sedmiletý a vlády se ujal až roku 1283. Jednání o korunovaci s mohučským arcibiskupem, které probíhalo v letech 1287, 1291 a 1296 dosáhlo úspěchu až následujícího roku, kdy papež Bonifác VIII. svolil ke korunovaci a pro tento účel dočasně zprostil mohučského arcibiskupa exkomunikace. Následná korunovace Václava II. a jeho manželky Guty Habsburské 2. června 1297 byla nejhonosnější korunovací přemyslovského věku. Do Prahy se sjelo mnoho urozených hostů a korunovační oslavy trvaly celé čtyři dny. Mohučskému arcibiskupovi při ní asistovalo 11 dalších biskupů a také magdeburský arcibiskup.
Václav III. stejně tak Rudolf Habsburský a Jindřich Korutanský během své krátké vlády korunováni nebyli. Naopak krátce po příjezdu do země a ujmutí se vlády byl korunován v únoru 1311 Jan Lucemburský a jeho manželka a dědička království Eliška Přemyslovna. Jejich nejstarší syn a následník trůnu Karel Lucemburský se snažil prosadit svou korunovaci českým králem ještě za života otce, avšak to se mu pro různé překážky nezdařilo. Korunovat následníka ještě během vlády jeho předchůdce nebylo ve středověku neobvyklé. Takto byli korunováni králové v sousedním Uhersku nebo kapetovské Francii. K této praxi se vrátil Karel IV. Lucemburský (český král Karel I.), když v červnu 1363, i přes protesty šlechty a arcibiskupa, nechal korunovat svého teprve dvouletého syna Václava. Kralevicovu korunovaci, která proběhla tři dny před korunovací Karlovy nové manželky Alžběty Pomořanské, popsali pamětníci dle historika Jaroslava Čechury mj. takto:
| „ | Tehdy korunován jest na hradě a v té chvíli plakal náramně a zesral oltář sv. Mauricí… až jeden pekař dal mu koláček, teprve se utajil. | “ |

O sedm let později nechal Karel Lucemburský korunovat královnou Johanu Bavorskou, devítiletou manželku následníka trůnu Václava. Další podobná korunovace, při které bylo králem korunováno malé dítě, se konala v roce 1509, kdy král Vladislav II. nechal korunovat svého teprve tříletého syna Ludvíka. Dle kronikářů se mělo jednat o nejméně zdařilou korunovaci „jejímž středem bylo malé vystrašené a uplakané dítě, které ještě ani neumělo mluvit“. V důsledku toho měla nakonec rukou krále Vladislava II. svatováclavská koruna skončit i na hlavě jeho taktéž plačící tehdy šestileté dcery Anny, díky čemuž se jí zmatení přítomní měli poklonit. Anna byla o osmnáct let později řádně korunována jako manželka krále Ferdinanda I.
| „ | Ludvík Jagellonský zvládl v životě všechno příliš brzy… Narodil se předčasně, ve dvou letech byl uherským králem, ve třech byl v Praze korunován, v devíti ho oženili a v deseti už byl nezávislým českým králem, sotva dvacetiletý zahynul v bitvě u Moháče… | “ |

V korunovaci následníka pokračovali v době baroka habsburští králové. Roku 1562 za života Ferdinanda I. tak došlo ke korunovaci jeho syna Maxmiliána a jeho manželky Marie. Král Maxmilián nechal rok před svou smrtí korunovat syna Rudolfa. Rudolfův nástupce a bratr Matyáš byl korunován poté, co byl Rudolf donucen abdikovat. Ještě za Matyášova života v roce 1617 byl korunován jeho nástupce a bratranec Ferdinand II. Po porážce stavovského povstání a přijetí Obnoveného zřízení zemského pokračovali Habsburkové v korunovaci následníků jako pojištění nástupnictví proti nepřijetí následníka po smrti krále. Díky tomu se po roce 1620 korunovace následníka za vlády otce staly běžnou záležitostí, i přes zakotvenou dědičnost trůnu dle obnoveného zřízení zemského. Takto korunovaný následník ovšem učinil přísežné prohlášení k zemským deskám, tj. českému státu i vládnoucí dynastii, kterým se zříkal nároku na vládu v zemi, dokud bude žít jeho otec.
| „ | Slibujeme zde slavnostně, že po dobu života Jeho Císařské a Královské Milosti nebudeme bez výslovného příkazu vykonávat královské panování. V tomto dědicném království se nebudeme vměšovat ani do oblasti správy, ani do jiných oblastí, pokud by to ohrozilo panování Jeho Císařské a Královské Milosti. | “ |

Prvním pobělohorským králem, který takto nechal korunovat svého syna, byl Ferdinand II., jenž roku 1627 nechal korunovat svého syna Ferdinanda III. Ten stejně tak nechal za svého života korunovat Ferdinanda IV., jenž ovšem ještě za života svého otce zemřel. Ferdinand III. proto nechal korunovat mladšího syna Leopolda I., který se tak stal posledním králem korunovaným ještě za života svého předchůdce.

### Význam korunovací vnovověku

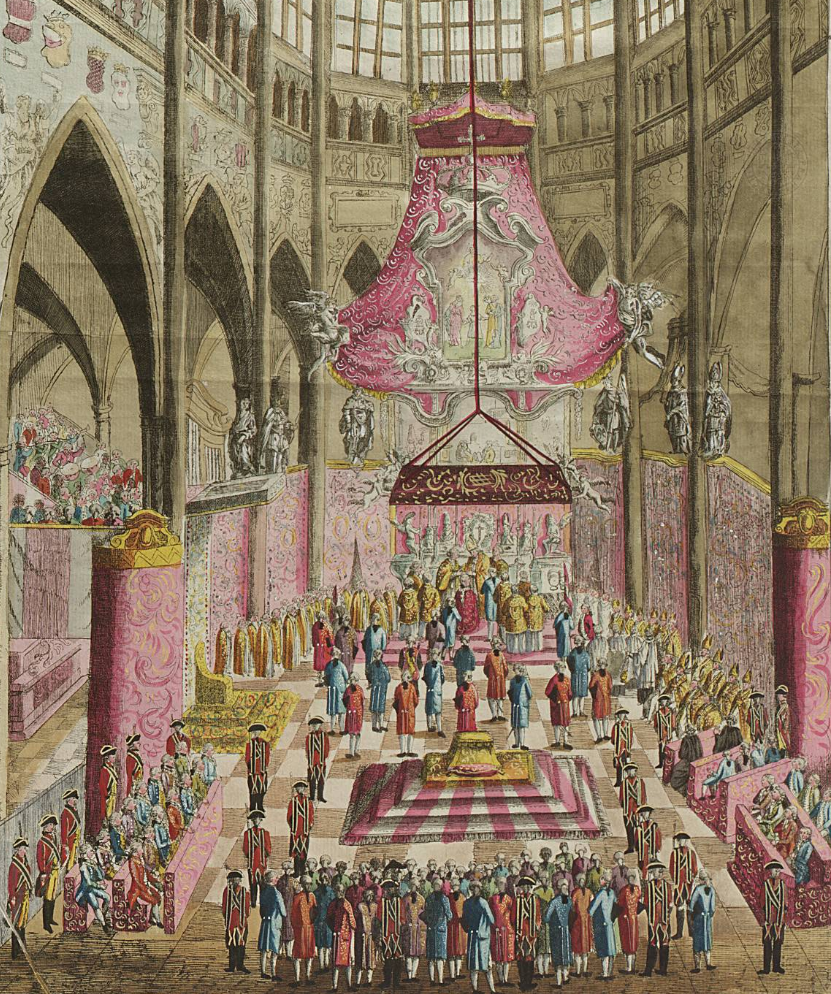
Korunovace Leopolda II. (1791)

Obnovené zřízení zemské (1627) zakotvilo dědičnost královského titulu v rodu habsburském, což zmírnilo nutnost konání brzké korunovace po nástupu na trůn. Josef I., který vládl pouhých šest let, před svou smrtí korunovaci podstoupit nestihl. Od přijetí pragmatické sankce roku 1713 se nový panovník stával králem automaticky dle dědické posloupnosti po úmrtí předchůdce a odpadla tak nutnost korunovaci uskutečnit, ta tak nadále byla především reprezentativní událostí. I přesto však korunovace stále představovala důležitý akt verifikace a legitimizace nového panovníka za souhlasu stavů (a lidu). Josefův nástupce Karel VI. (český král Karel II.) se nechal, společně se svou manželkou, korunovat v okázalém ceremoniálu až dvanáct let po svém nástupu na trůn roku 1723.
Karlova dcera a nástupkyně na královském trůnu, Marie Terezie, musela o vládu na českými zeměmi bojovat ve válkách o rakouské dědictví, během kterých se Čech zmocnil uchvatitel Karel Albrecht Bavorský. Ten nemohl být řádně korunován, jelikož korunovační klenoty byly v rukou Marie Terezie (v Praze zůstal pouze svatováclavský meč). Tak byl v prosinci 1741 pouze provolán králem během holdovacího sněmu stavů, které nechal svolat po obsazení Prahy. Holdování se účastnil i pražský arcibiskup Jan Mořice Gustav z Manderscheid-Blankenheimu.
Po dobytí Čech byla Marie Terezie roku 1743 korunována českým králem z rukou olomouckého biskupa. Její syn Josef II. během své desetileté vlády českou ani uherskou korunovaci nepodstoupil. Následující trojice králů podstoupila korunovaci společně s manželkami krátce po nástupu na trůn.
Symbolický význam aktu korunovace (již „ústavně“ nepotřebného) je vidět na osobě předposledního krále Františka Josefa I. (vládl 1848–1916), který korunovaci českým králem několikrát slíbil, ale za svou dlouhou vládu se korunovat nedal (byl nejdéle vládnoucím českým králem). Toto bylo a je Františku Josefovi vyčítáno, jelikož čeští vlastenci se k jeho korunovaci upírali jako k aktu potvrzujícímu svrchovaná práva českého království s vedlejšími zeměmi a s nadějemi na brzké české vyrovnání. Poslední český král Karel III. (rakouský císař Karel I.), jenž nastoupil na trůn uprostřed první světové války, během pouhých dvou let vlády vzhledem k válečné situaci rovněž korunován nebyl.
Podle výkladu českého státního práva historikem Josefem Kalouskem spočíval v novověku význam korunovací v těchto bodech:
1. Korunovace je vyjádřením stavu, kdy nový panovník dosedá na trůn nejen dle dědické posloupnosti, ale také za souhlasu národa.
2. Korunovací mělo dojít k utvrzení integrity všech zemí Koruny české, složením slibu poslušnosti stavů zemí (od dob Leopolda II. skládána společně).
3. Korunovace je také manifestací státní svrchovanosti a suverenity zemí České koruny. Korunovace byly zachovány i po vyhlášení rakouského císařství, korunovace měla dokazovat, že za tohoto nového stavu zůstala zachována práva českého království s vedlejšími zeměmi jako svrchovaného státu.

## Osoby zapojené do korunovace

### Konsekrator (světitel)

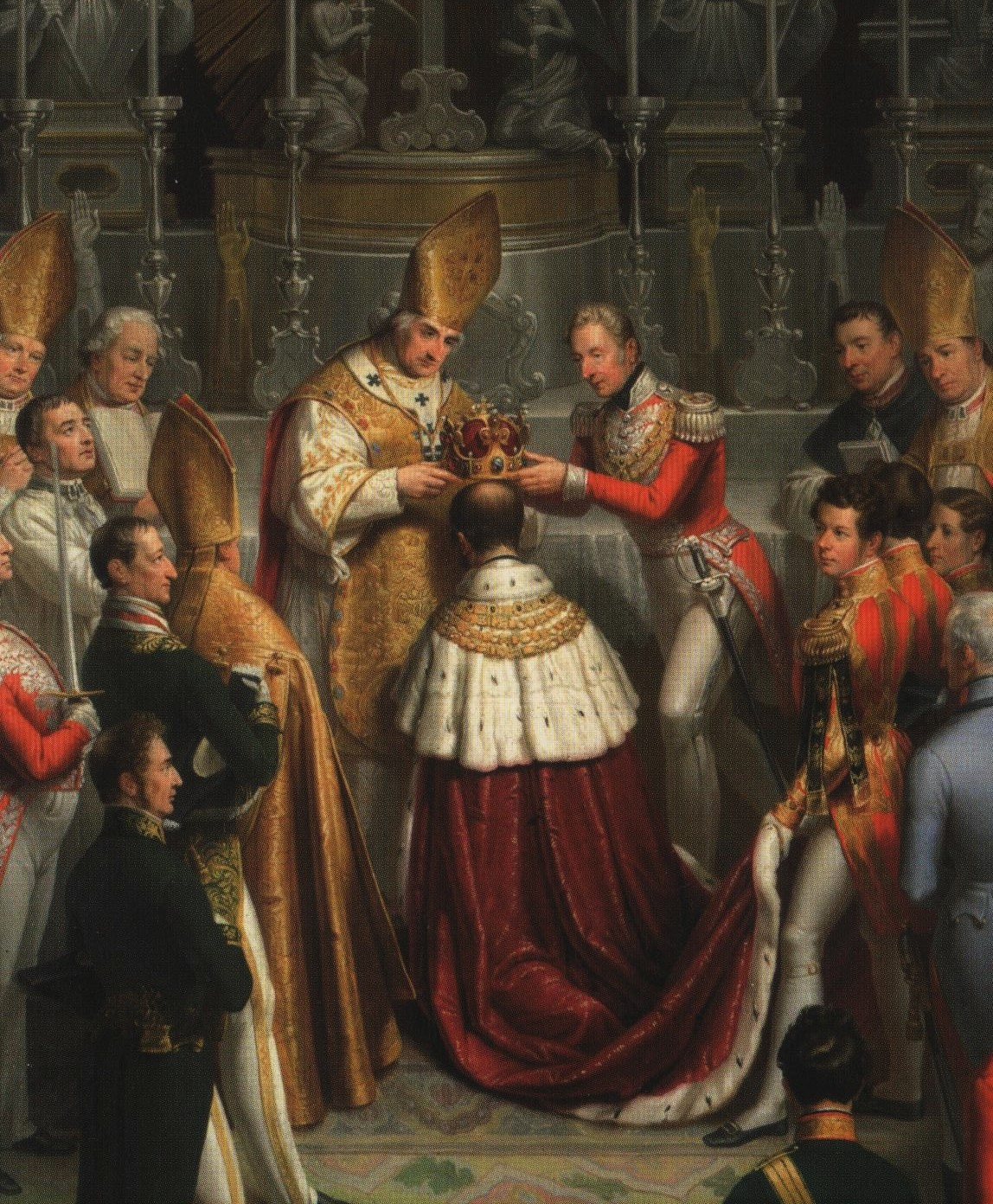
Arcibiskup Ankwicz a zástupce nejvyššího purkrabího Kolovrat-Libštejnský společně korunují Ferdinanda V. (1836)

Biskupem oprávněným pomazat (posvětit) a korunovat českého krále a jeho manželku tzv. konsekratorem (latinský termín pro světitele) byl od roku 1228 mohučský arcibiskup, a to až do povýšení pražské diecéze na arcibiskupství roku 1344. Mohučský arcibiskup byl konsekratorem českých králů a královen ustanoven, jelikož jako říšský kancléř pro německé záležitosti byl zástupcem římského císaře i pro oblast českých zemí, které spadaly pod jurisdikci mohučské církevní provincie. S povýšením pražského biskupství na arcibiskupství bylo právo korunovat české krále a královny trvale přeneseno na pražského arcibiskupa. Toto privilegium pražskému metropolitovi oficiálně potvrdil 5. května 1344 papež Klement VI. Již před povýšením na arcibiskupství udělil papež povolením českým biskupům pražskému a olomouckému (oba společně či každý samostatně) korunovat českého krále a královnu, pokud by se obřadu nemohl zúčastnit mohučský arcibiskup, za podmínky že mu bude přiznána odměna jakoby sám korunovaci provedl. Této výsady bylo užito v květnu 1337 pro korunovaci Beatrix Bourbonské, druhé manželky Jana Lucemburského.
Poté, co se pražský arcibiskup Konrád z Vechty 21. dubna 1421 veřejně přihlásil ke Čtyřem artikulům pražským, mu vypověděli poslušnost olomoucký i litomyšlský biskup, byla na něj papežem uvalena klatba a zřekla se ho i svatovítská kapitula a katolické církvi věrní kněží. Papežem byl s konečnou platností zbaven úřadu v prosinci 1425. Dne 21. října 1435 český sněm zvolil arcibiskupem kališníka Jana Rokycanu. I přesto, že tuto funkci vykonával až do své smrti roku 1471 (na sklonku vlády Jiřího z Poděbrad), papež jej jako arcibiskupa nikdy neuznal a jeho volba nikdy nedosáhla kanonické platnosti. Nastalo tak 120 let trvající období, kdy nebyl arcibiskupský stolec řádně obsazen (tzv. sedisvakance), které skončilo až roku 1561, kdy král Ferdinand I. Habsburský jmenoval s papežovým souhlasem arcibiskupem Antonína z Mohelnice.
Během tohoto období zpravidla vykonával pozici konsekratora českých králů a královen olomoucký biskup jako druhý nejvýše postavený duchovní katolické církve v českých zemích. Výjimkou byly korunovace Barbory z Celje, kterou v roce 1437 provedl Filibert de Montjeu, biskup coutanceský; dále korunovační slib i korunovaci kališníka Jiřího z Poděbrad a jeho ženy Johany z Rožmitálu, kterou roku 1458 provedli uherští biskupové a papežští legáti Ágoston Salánki (biskup rábský) a Vince Szilassi (biskup vácovský). Taktéž Jiřího nástupce Vladislav Jagellonský byl v roce 1471 korunován cizími biskupy, tentokrát z jeho rodného Polska, jelikož úřadující olomoucký biskup Tas z Boskovic byl příznivcem Vladislavova protivníka Matyáše Korvína, který se nechal prohlásit králem v Jihlavě den po Vladislavově pražské korunovaci. Obřad vedl Mikuláš Próchnicki, biskup z Podolského Kamence a asistovali mu biskup chełmský Vincent Kielbasa a sufragátní biskup krakovský Pavel. Vladislavova syna a dědice Ludvíka již korunoval opět olomoucký biskup. Ten o několik let později korunoval i Ludvíkovu manželku Marii a po Ludvíkově smrti korunoval i nový královský pár Ferdinanda Habsburského a Annu Jagellonskou (Ludvíkovu sestru).
Pražského arcibiskupa musel z důvodu nemoci zastoupit olomoucký biskup a kardinál František z Ditrichštejna při korunovaci Matyáše Habsburského v květnu 1611. Arcibiskup pražský Jan Mořic Gustav z Manderscheid-Blankenheimu taktéž nebyl účasten korunovace královny Marie Terezie, jelikož osobně upadl v nemilost panovnice z důvodu své účasti na holdování kurfiřtu Karlovi Albrechtu Bavorskému a jeho prohlášení králem roku 1741 poté, co se zmocnil Čech během války o rakouské dědictví. Korunovace Marie Terezie v roce 1743 se tak na její přání zhostil olomoucký biskup Jakub Arnošt z Lichtenštejna-Kastelkornu. Z neznámého důvodu byl pražský arcibiskup Antonín Příchovský zastoupen v roli konsekratora české královny při korunovaci Marie Ludoviky 12. září 1791 prvním olomouckým arcibiskupem Antonínem Colloredem, přestože sám korunoval jejího manžela o šest dnů dříve.
Zcela bez účasti katolického duchovenstva pak byla korunovace zimního krále Fridricha Falckého a jeho manželky Alžběty Stuartovny.

### Asistující duchovní a spolukoronátoři
Arcibiskup nevykonával korunovaci sám, ale společně s dalšími duchovními v roli tzv. králových asistentů. Většinou to byla dvojice jemu podřízených domácích biskupů. Zpočátku šlo o biskupy pražského a olomouckého. Při korunovaci Václava I. v roce 1228 tak měli mohučskému arcibiskupovi asistovat nejen pražský a olomoucký biskup, ale i biskup míšenský. V prosinci 1261 při korunovaci Přemysla Otakara II. a Kunhuty Uherské arcibiskupovi asistovalo už pět biskupů: pražský, olomoucký, pasovský a dva biskupové z Pruska. Pro honosnou korunovaci Václava II. v roce 1297 pak měl mohučský arcibiskup dokonce 12 asistentů. Kromě pražského a olomouckého biskupa to byl také magdeburský arcibiskup Burchard a biskupové krakovský, basilejský, míšeňský, kostnický, lübecký, freisinský, rábský, merseburský a prabutský biskup z pruského Marienwerderu.

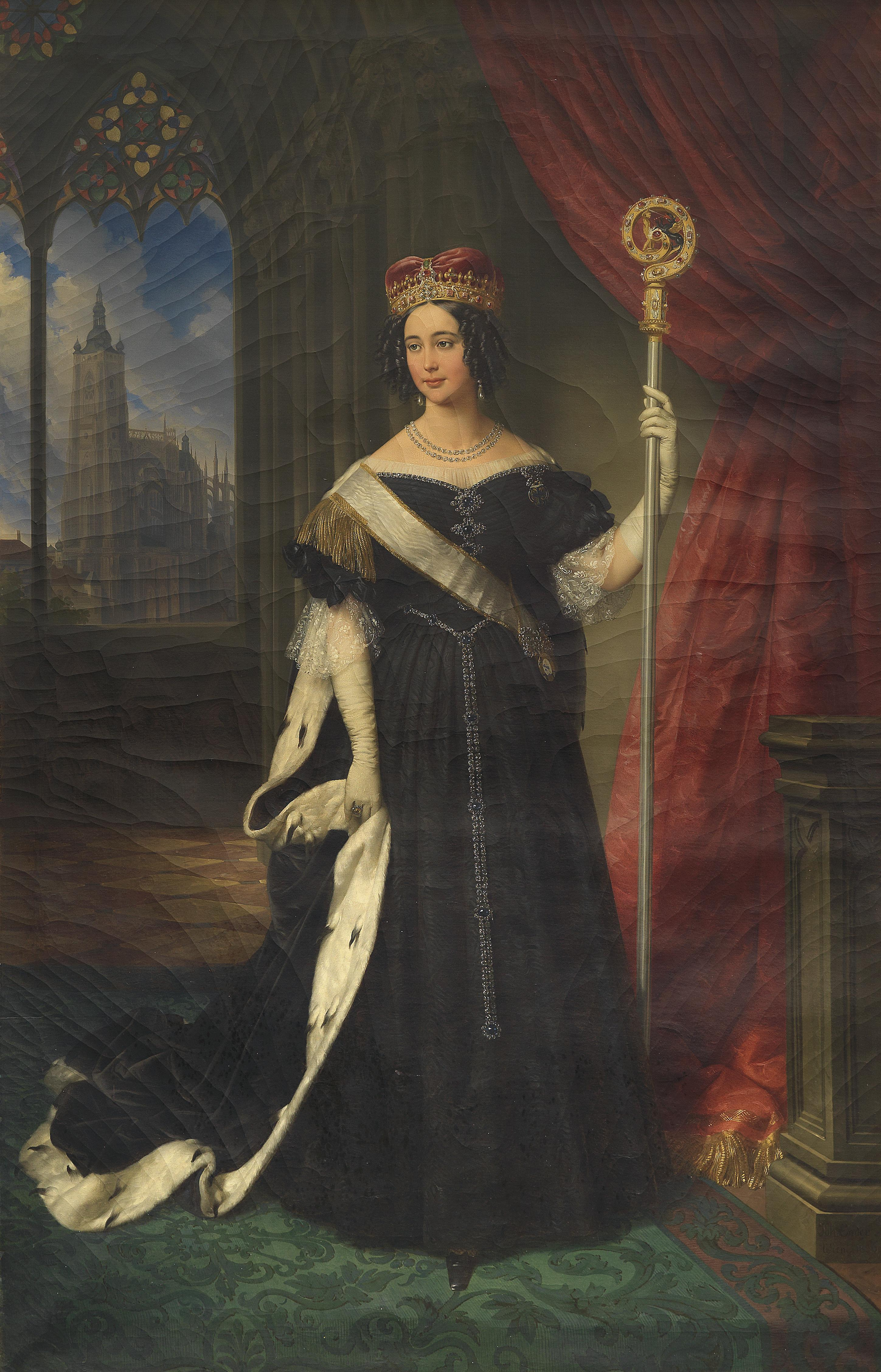
Arcivévodkyně Marie Terezie, abatyše ústavu šlechtičen v letech 1834–1837

V korunovačním řádu není pozice asistentů přisouzena konkrétním biskupům. Po ustanovení pražského arcibiskupství a Zemí Koruny české v polovině 14. století se dvojice asistujících biskupů ústálila na symbolických církevních reprezentantech vedlejších zemí (biskup olomoucký jako zástupce Moravy a biskup vratislavský jako zástupce Slezska). Pozice asistenta nebyla pevně daná a většinou tak arcibiskupovi asistovaly i jiné osoby a olomoucký biskup se během arcibiskupské sedisvakance opakovaně stal sám konsekrátorem. Již při korunovaci Žofie Bavorské (druhé manželky Václava IV.) v březnu 1400 asistovala arcibiskupovi dvojice pražských duchovních Jan Kbel a Václav z Radče Při korunovaci Vladislava II. asistovali biskupovi Próchnickému chelmský biskup a biskup krakovský. Při korunovaci Ludvíka Jagellonského asistoval olomouckému biskupovi Stanislavu Turzovi jeho bratr vratislavský biskup Jan a míšenský biskup Saalhausen. Při korunovaci Ludvíkovy manželky Marie Habsburské v roce 1522 byli asistenty uherští biskupové rábský a vácovský. Pro korunovaci Ferdinanda Habsburského asistovali olomouckému biskupovi biskup vratislavský Jakub ze Salzy a biskup tridentský Bernardo Clesio. Při korunovaci Ferdinandova syna Maxmiliána asistovali pražskému arcibiskupovi opětovně biskupové olomoucký a vratislavský.
| „                               | Knížete se potom zleva i zprava uctivě chopí dva biskupové, kteří už budou připraveni, se svatými ostatky zavěšenými na krku, a kteří neustoupí od jeho boku až do konce obřadů. | “ |
| — Korunovační řád českých králů | |   |

Bez českých asistentů byla korunovace Matyáše Habsburského v roce 1611, kdy asistovali biskup vídeňský a biskup péčský a konsekratorem byl biskup olomoucký kardinál Ditrichštejn. Vratislavský biskup arcivévoda Karel Habsburský se korunovace účastnil jako čestný host, jelikož neobdržel biskupské svěcení a nemohl tak vykonávat církevní úkony. Olomoucký biskup Dietrichštejn odmítl jako kardinál vystupovat v podřízeném postavení vůči pražskému arcibiskupovi Harrachovi při korunovaci Ferdinanda III. v roce 1627 a tak museli asistovat arcibiskup ostřihomský (konsekrator uherských králů) a pomocný pražský biskup Šimon Brosius z Horštejna. Olomoucký biskup se tak korunovace účastnil pouze jako divák. Korunovaci Ferdinanda IV. v roce 1646 arcibiskup provedl s pomocí probošta svatovítské kapituly Jana Františka Rasche z Aschenfeldu a strahovského opata Kryšpína Fucka. V pobělohorském období se korunovací již neúčastnil biskup vratislavský, který byl v pozici asistenta postupně vystřídán biskupem litoměřickým (biskupství vytvořeno roku 1655). Litoměřický biskup Maxmilián Rudolf ze Šlejnic a probošt vyšehradské kapituly Ferdinand Leopold Benno z Martinic asistovali při korunovaci Leopolda I. v roce 1656.
Korunovaci Karla Habsburského na českého krále v roce 1723 provedli společně s pražským arcibiskupem i olomoucký biskup a kardinál Wolfgang Hannibal ze Schrattenbachu a litoměřický biskup Jan Adam Vratislav z Mitrovic. Vzhledem k tomu, že pro korunovaci Marie Terezie o dvacet let později byl konsekratorem olomoucký biskup, byli královskými asistenty biskup litoměřický Mořic Adolf Saský a královéhradecký biskup Jan Josef Vratislav z Mitrovic. V osobě Jana Leopolda Haye vykonával královéhradecký biskup roli asistenta i při korunovaci Leopolda II. v roce 1791. Druhým asistentem pak byl první českobudějovický biskup Jan Prokop Schaaffgotsche. Olomoucký arcibiskup ani litoměřický biskup se tak korunovace jako královští asistenti neúčastnili. Na korunovaci Františka I. o rok později tradičně asistovali arcibiskup olomoucký a biskup litoměřický, tak jako při korunovaci v roce 1723. Asistenty při poslední královské korunovaci v září 1836 byli brněnský biskup Gindl a budějovický biskup Růžička.
Korunovací českých královen se od středověku účastnily abatyše benediktinského kláštera u sv. Jiří na Pražském hradě, představené nejstaršího ženského kláštera v zemi. Tento zvyk zaznamenal do korunovačního řádu Karel IV., ve kterém předepsal účast abatyší pro jejich důstojenství při korunovacích českých královen. Svatojiřské abatyše především doprovázely královnu při korunovaci a pomáhaly jí i s úpravou šatu. Přinejmenším od korunovace Marie Španělské v 16. století je pak doloženo, že abatyše společně s nejvyšším purkrabím pomáhaly arcibiskupovi královnu korunovat. Jméno konkrétní abatyše, která pomáhala s korunovací královny, je doloženo od roku 1616, kdy jí byla Žofie Albinka z Helfenburku. Abatyše během korunovace nejen doprovázela královnu, ale také prováděla její pomazání (v novověku), po kterém jí osušovala olej, asistovala při manipulaci a předávání klenotů královně a samotném korunování. Isidora Konstancie Roudnická z Březnice byla v roce 1723 poslední abatyší, která asistovala korunovaci královny. Josef II. v roce 1782 nařídil zrušení kláštera, přičemž privilegium spolukorunovat české královny mělo přejít na představené Novoměstského ústavu šlechtičen, ale Leopold II. před svou korunovací v červenci 1791 převedl korunovační privilegium na abatyše Tereziánského ústavu šlechtičen na Pražském hradě. Všechny jeho abatyše byly rakouskými arcivévodkyněmi z rodu habsbursko-lotrinského (zpravidla jí byla nejvýše postavená neprovdaná plnoletá arcivévodkyně). České království tak bylo jediným královstvím v Evropě, kde roli spolukoronátora tradičně zastávala žena (přes občasný odpor některých církevních hodnostářů). Abatyši pomáhala dvojice klášterních sester a také dvorní dámy nebo manželky držitelů významných úřadů.

### Nejvyšší zemští úředníci a dědiční dvorští úředníci
Ve středověku vzniklo při královském dvoře několik úřadů určených ke správě země a královského dvora. Postupem času došlo k oddělení úřadů zemských a dvorských. Zemské úřady nebyly zpravidla obsazovány dědičně na rozdíl od úřadů dvorských. Tak jak se proměňovala správa země, měnil se i vliv a význam zemských úřadů. Ty nejvýznamnější byly v různé podobě zachovány (např. nejvyšší purkrabí, který byl spolukoronátorem, byl předsedou zemského sněmu), jiné naopak fakticky zanikly (např. purkrabí Hradeckého kraje). Vzrůstající vliv šlechty se projevil při korunovaci Albrechta II. českým králem v roce 1438, kdy čtveřice nejvýznamnějších šlechticů, z nichž dva byli držiteli zemských úřadů: Oldřich II. z Rožmberka, Menhart II. z Hradce (nejvyšší purkrabí), Mikuláš Zajíc z Hazmburku (nejvyšší sudí) a Hanuš z Kolovrat (hejtman měst pražských) společně s olomouckým biskupem a jeho asistenty korunovali Albrechta českým králem. Od té doby se držitelé předních úřadů aktivně účastnili korunovací. Od 15. století se jediným světským spolukoronátorem králů i královen trvale stal nejvyšší purkrabí.
Nejvýznamnějším zemským úředníkem byl nejvyšší zemský purkrabí, který byl také předsedou zemského guberia a později také předsedou zemského sněmu. Během korunovace nesl královskou korunu a atlasovou čapku a spolukorunoval krále a královnu. Nejvyšší zemský hofmistr během korunovačního obřadu nesl obřadní hůl a uváděl panovníka ke trůnu. Nejvyšší zemský maršálek nesl svatováclavský meč a nejvyšší zemský komorník podkládal polštář k pokleknutí a pomáhal s úpravou králova oděvu během obřadu. Nejvyšší zemský sudí nesl v průběhu korunovace královské jablko. Následovali nejvyšší dvorský kancléř Českého království a nejvyšší dvorský (manský) sudí. Karlštejnští purkrabí z panského a rytířského stavu měli na starost korunovační klenoty. Po zrušení úřadu v roce 1625 jejich místo v zemské hierarchii od roku 1627 zaujali prezident nad apelacemi a prezident české komory. Nejvyšší zemský písař, který byl od josefinských reforem vedoucím úřadu zemských desek, nesl královské žezlo v průběhu korunovačního obřadu. Správce královských měst nejvyšší zemský podkomoří nesl panovnickou korouhev. Další v řadě následoval úřad purkrabího Hradeckého kraje. Po návratu korunovačních klenotů do Čech v roce 1791 byly vytvořeny funkce strážce koruny z panského (nesl štolu a opasek) a rytířského stavu (královský plášť), kteří měli za úkol přinést části korunovačního oděvu a strážit korunovační klenoty v katedrále.
Úlohou dvorských úředníků byly zabezpečení a obsluha královského dvora, a to včetně služby u královského stolu, což platilo i pro korunovace (např. řízení a chod dvora, zásobování kuchyně a vinných sklepů, obsluha u stolu, ošacení, cennosti). S postupným vývojem i tím, jak královský dvůr trvale sídlil mimo Čechy, došlo k faktickému poklesu významu těchto úřadů, které zůstaly pro jejich držitele pouze čestnými tituly a jedinou funkcí zůstala služba králi během korunovace resp. korunovační hostiny. Na rozdíl od zemských úřadů byly tyto úřady obsazeny domácí šlechtou. Úřad zastával většinou nejstarší člen nebo hlava rodiny. Úředníci, kteří se např. pro nemoc nemohli účastnit, byli zastoupeni náhradníky. Náhradníci byli povoláni i z důvodu občasného provázání personálního obsazení nejvyšších zemských úřadu osobami, které držely některý z dědičných úřadů nebo další vysoký zemský úřad. U dědičných úřadů byl náhradníkem většinou některý jejich rodový příbuzny. To někdy vedlo k řetězení náhradníků.
Úřad dědičného hofmistra drželi od roku 1719 knížata a hrabata Kinští z Vchynic a Tetova. Dozor nad kuchyní měli dědiční stolníci (truksové), jimiž byli od roku 1723 knížata a hrabata Colloredo-Mansfeldové. Předtím tento úřad drželi od 14. století do roku 1663 rod Zajícové z Hazmburku. Dědičný číšník dozíral nad dvorními vinicemi a vinnými sklepy a při hostinách doléval panovníkovu číši. Úřad byl od roku 1337 do 1627 držen rodem Vartenberků, poté do roku 1712 Slavaty z Chlumu a nakonec Černíny z Chudenic. Rod hrabat Valdštejnů z Wartenberka držel od roku 1716 úřad dědičného kraječe, který předtím drželi do svého vymření Sezimové z Ústí. Knížata z Lobkovic a na Roudnici byli od roku 1834 dědičnými dvorskými pokladníky a při korunovaci měli na starosti zlatý a stříbrný soudek s vínem. Úkol strážit během korunovace klenoty v katedrále příslušel dědičnému dveřníkovi, kterým byli páni Karlové ze Svárova a po jejich vymření pak od roku 1743 svobodní páni Mladotové ze Solopisk.
Karel VI. před svou korunovací v roce 1723 vytvořil úřad dědičného kuchmistra, pokladníka (šacmistra) a dvou korouhevníků, jednoho z panského a rytířského stavu. Původním úkolem kuchmistra bylo zajištění stravování na panovnickém dvoře. Úřad dědičného kuchmistra byl ovšem od počátku čestnou funkcí a příslušel hrabatům Vratislavům z Mitrovic, při korunovaci jeho držitel nesl postříbřený bochník chleba. Taktéž čestný úřad dědičného pokladníka byl udělen nejvyššímu purkrabímu Janu Josefovi z Vrtby, který po korunovaci dohlížel na rozhazování mincí. Dědiční korouhevníci při korunovaci nesli panovnický prapor s vyobrazením svatého Václava. Korouhevníkem ze stavu panského byl nejprve Rudolf Josef Kořenský z Terešova, od roku 1798 náležel hrabatům Chorinským z Ledské. Prvním korouhevníkem z rytířského stavu byl jmenován Václav Arnošt Markvart z Hrádku, od roku 1791 jej pak drželi Vořikovští z Kunratic. Karlova dcera Marie Terezie před svou korunovací v roce 1743 vytvořila úřad dědičného komorníka nad stříbrem, který měl na starost o stříbrné nádobí a při korunovaci nesl pozlacený bochník chleba. Tento dědičný úřad Marie Terezie svěřila hraběti Antonínu z Ulfeldu, od roku 1796 jej pak drželi starohrabata Salm-Reifferscheidtové.

## Korunovační klenoty a oděv

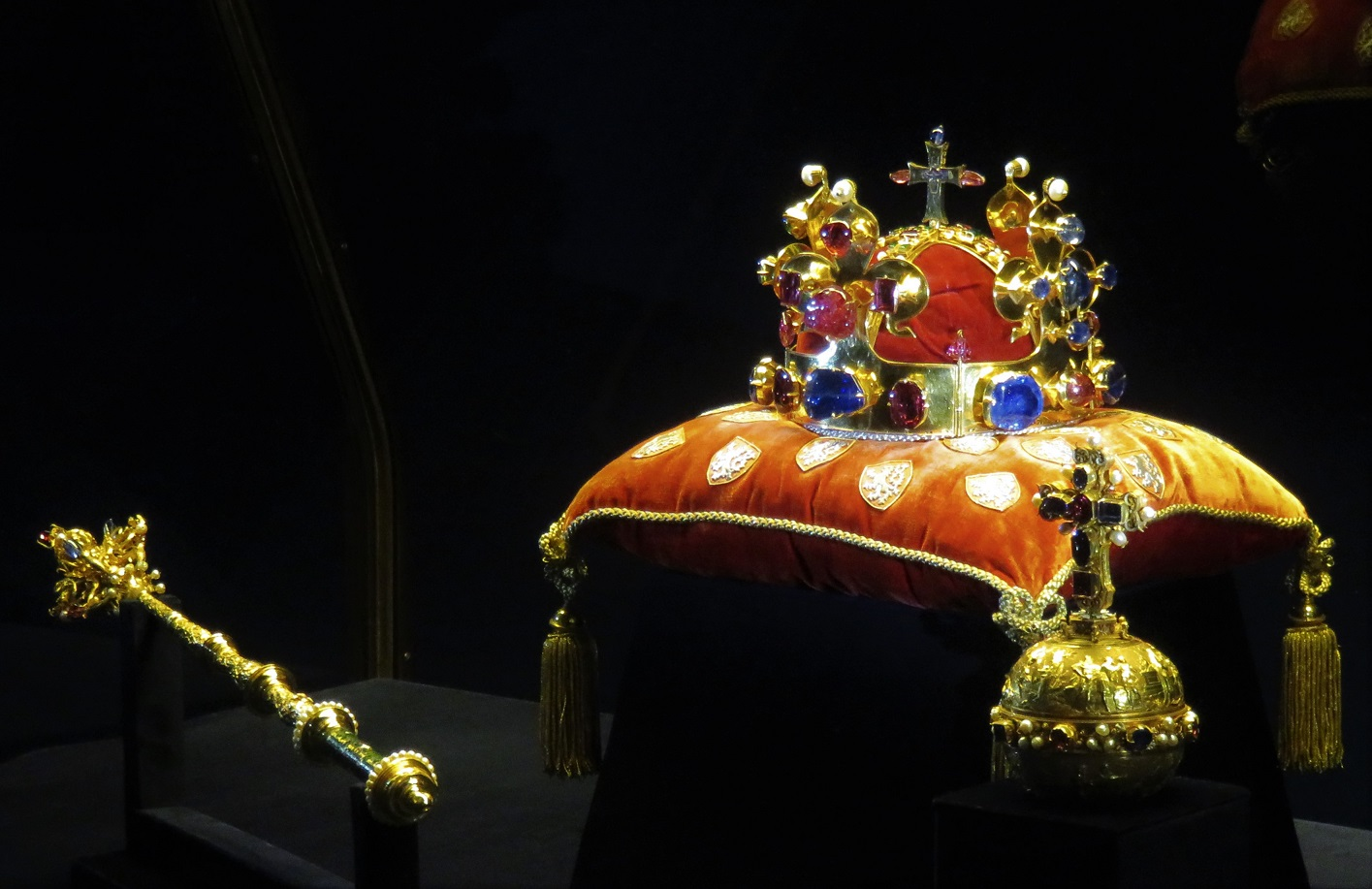
České korunovační klenoty, svatováclavská koruna a královské jablko a žezlo

### Královská koruna
Hlavní součástí korunovačních klenotů je Svatováclavská koruna. Králům byla zapůjčena pouze v den korunovace a měla být ještě tentýž den večer navrácena. Korunu zasvěcenou svatému Václavovi nechal v roce 1346 zhotovit Karel IV. a v září následujícího roku jí byl korunován společně s manželkou Blankou z Valois. Od toho roku byli všichni čeští králové korunováni právě touto korunou. Karel IV. při tvorbě koruny navázal na korunu přemyslovských králů, kterou byla ještě roku 1337 korunována královna Beatrix Bourbonská. Tato koruna byla při této příležitosti poprvé označena jako koruna Království českého (latinsky corona regni Bohemiae). Přemyslovská korunovační koruna resp. koruny se nedochovaly, přičemž je možné, že původní koruna posloužila Karlovi jako základ pro Svatováclavskou korunu.
Koruna je zhotovena z 21–22 karátového zlata, z 1 mm silného zlatého plechu. Skládá se ze čtyř zakulacených dílů spojených závlačkami, z nichž každý má podobu stylizovaného květu lilie. Závlačky jsou zdobeny dvaceti perlami a 96 drahokamy (safíry, rubíny, spinely, turmalín). Tyto díly spojeny dohromady vytvářejí deformovaný kruh o průměru 19 cm. Díly koruny jsou spojeny dvěma křížícími se oblouky, tzv. kamarami, které jsou ozdobeny perlami, smaragdy a spinely. Na jejich křížení se nachází původně ostatkový kříž, v němž měl být uložen trn z Kristovy trnové koruny. I s tímto vrcholovým křížkem je výška koruny 19 cm. Barevné uspořádání jednotlivých drahokamů má svůj symbolický význam. Na čelní a zadní části koruny převládají kameny barvy červené, na bočních dílech koruny je rozhodující barva modrá. Kvůli těmto drahokamům je celková váha koruny 2,358 kg. Pod těžkou a nepohodlnou korunu se při korunovaci vkládala atlasová čapka tzv. karkule (latinsky pileolus), aby koruna lépe dosedla na hlavu a lépe na ní držela.

### Královské žezlo a jablko

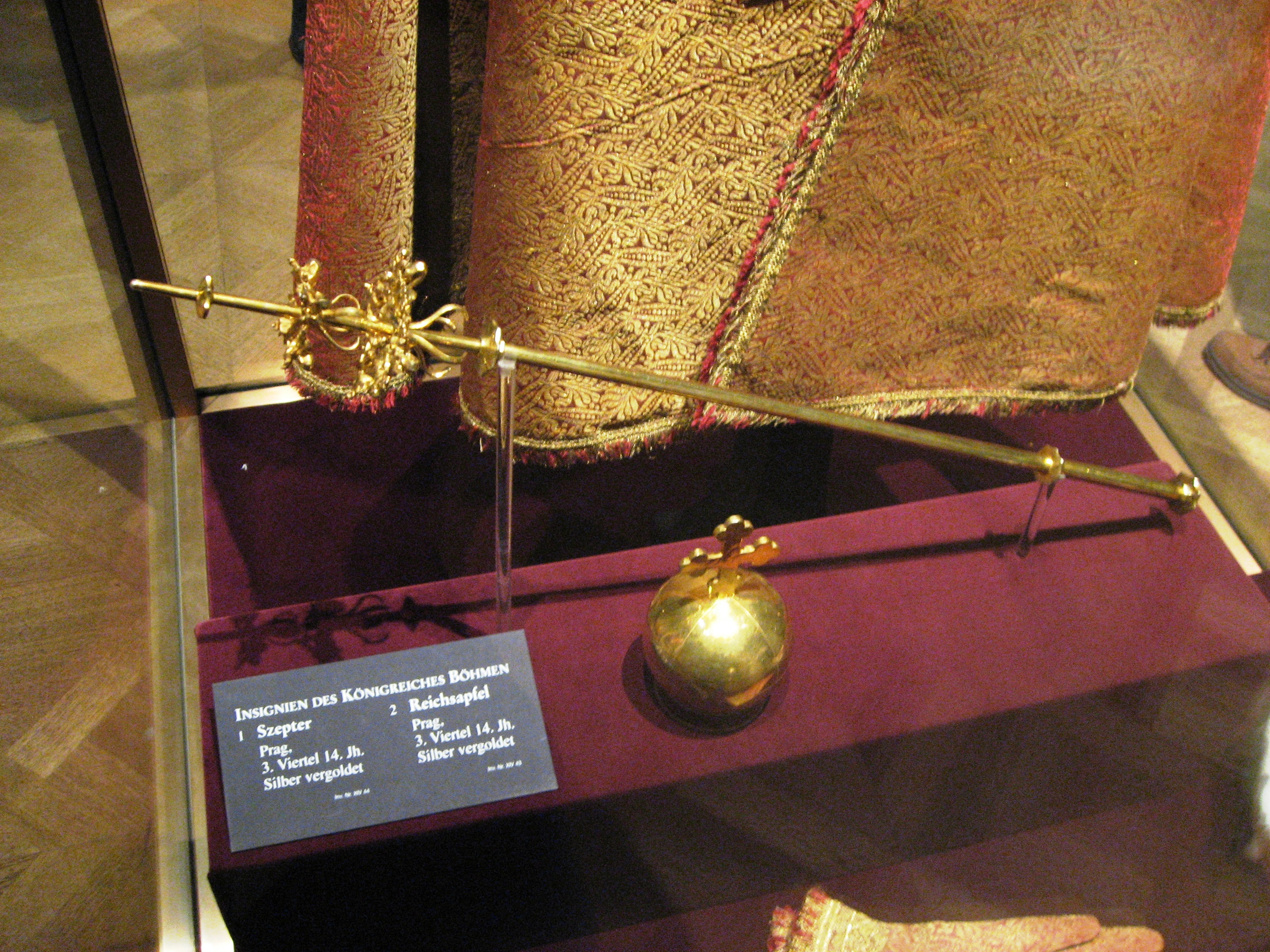
Pravděpodobné původní žezlo a jablko, společně s kurfiřtským pláštěm uložené ve vídeňské klenotnici

Další částí korunovačních klenotů jsou královské jablko a královské žezlo, které byly vytvořeny v době renesance za vlády Ferdinanda I. Klenoty vytvořil pravděpodobně dvorní zlatník Hans Haller z Augsburgu. Zlaté královské jablko je vysoké 22 cm a váží 780 gramů. Horní část tvoří kříž ozdobený safíry, spinely a perlami. Dolní část tvoří zploštělá koule o průměru necelých 12 cm a výšce 9,8 cm. Prostředkem koule prochází 2 cm široká obroučka posázená safíry, spinely a perlami. Horní i spodní polokoule jsou pokryty reliéfy s biblickými motivy. Taktéž zlaté žezlo je dlouhé 67 cm a váží přibližně jeden kilogram. Střední díl i rukojeť žezla jsou ozdobeny emaily s motivy listů, květů a větévek. Rukojeť je pak na obou koncích opatřena dvojicí okruží z perel. Hlavice žezla má tvar stylizovaného květu opatřeného 4 safíry, 5 spinely a 4 perlami.
Renesanční jablko a žezlo nejsou původní součástí korunovačního souboru, jehož součástí se trvale staly během 18. století, kdy nahradily původní gotické jablko a žezlo. Původní korunovační klenoty se během třicetileté války z bezpečnostních důvodů několikrát stěhovaly. V roce 1637 byly korunovační klenoty z obavy před útokem Švédů tajně odvezeny do císařské klenotnice ve Vídni, kde s výjimkou korunovací zůstaly až do roku 1791. Během uložení ve Vídni došlo k záměně původního gotického žezla a jablka za novější renesanční, jelikož původní nebyly podle tehdejších měřítek dostatečně zdobné a reprezentativní. Původní jablko a žezlo tak zůstaly uchovány ve Vídeňské klenotnici a jejich místo v českém korunovačním souboru zaujaly klenoty novější, renesanční.

### Další části korunovačního souboru

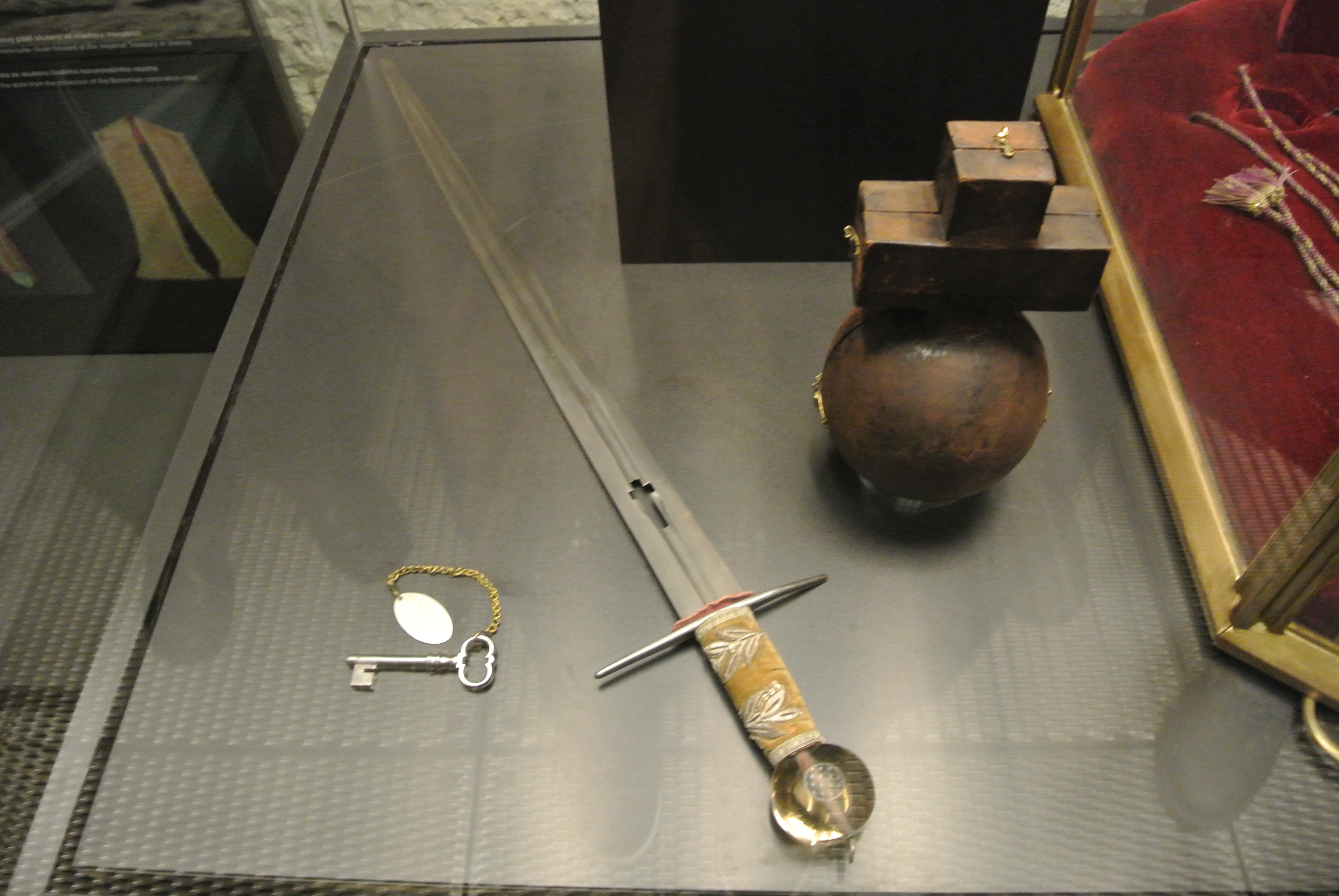
Svatováclavský meč, původní pouzdro na jablko a jeden z klíčů od Korunní komory

Nejmladší dochovanou částí korunovačních klenotů je karmazínový (tj. rudý) zlatohlavový korunovační plášť s hermelínovým límcem, který byl zhotoven pro korunovaci Ferdinanda II. na českého krále roku 1617 a od té doby byl používán pro všechny korunovace (některé zdroje uvádějí jako dobu vzniku až korunovaci Ferdinanda IV.). Starší korunovační pláště se nedochovaly, ale byly užívány už při korunovacích přemyslovských králů. Kromě korunovačního pláště se dochovaly pouze štóla, manipul a také kurfiřtský plášť uložený ve vídeňské klenotnici. Ke korunovačním klenotům patří také kožené pouzdro na korunu, které nechal Karel IV. zhotovit v roce 1347. Dochovaná kožená pouzdra na jablko a žezlo vznikla až během 17. století. Vzhledem ke špatnému stavu původního pouzdra na jablko bylo v roce 1929 zhotoveno pouzdro nové. Další předměty použité ke korunovačním obřadům českých králů jsou ze Svatovítského pokladu. Mezi tyto předměty patří korunovační prsten, svatováclavský meč, který je nejstarší částí korunovačních klenotů, a ostatkový korunovační kříž, který je nejcennější součástí svatovítského pokladu. Jde o schránku na nejvzácnější relikvie českého království.

### Korunovační oděv
Korunovační oděv krále byl stejně jako další části korunovace daný korunovačním řádem. Všechna roucha byla vyrobena tak, aby je bylo možné na ramenou a paži rozepnout k provedení pomazání svatými oleji. Spodní vrstvu tvořily dlouhé řízy (sukně). Horní vrstvu tvořila roucha podjáhna (tunicella) a jáhna (dalmatika). Přes bedra měl král královskou štólu, přepásanou opaskem. Navrch náležel korunovační plášť s hermelínovým límcem a dlouhou vlečkou. Král byl obut do střevíců a na nohou měl oblečeny hedvábné punčochy.
| „ | Dlouhý až k nohám sahající šat z karmazínového atlasu, s úzkými, u rukou zúženými rukávy obroubenými zlatými krajkami, oblečeného přes bohatou vestu, který byl kvůli pomazání na zádech poněkud otevřen a sázán stuhami, a podobně pravý rukáv byl otevřen až k lokti a sepnutý knoflíčky; dále z velké a široké štóly, zhotovené z karmazínově zlatého grisetu, zdobené zlatými a karmazínově hedvábnými třásněmi, jež byla vpředu křížem zavěšena přes spodní šat; dále z opasku z téhož karmazínového zlatohlavu, obepínajícího tělo přes šaty i štólu, a konečně navrch z královského pláště z již uvedeného karmazínového zlatohlavu s dosti dlouhou vlečkou, jenž byl kolem dokola brouben hermelínem – na cípech o něco méně, ale nahoře u krku silně a do hloubky na způsob ohrnutého límce; potom z páru punčoch perlové barvy a nakonec z páru bot, ušitých z karmazínového atlasu a zdobených krajkou zlatou. | “ |
| — Popis korunovačního roucha Karla VI. v knize Karel VI. a Alžběta Kristýna. Česká korunovace 1723, kapitola Císařovy nové šaty. | |   |

Královny byly během korunovace oděny v honosných šatech dle dobové módy. Dle korunovačního řádu měly být bez pokrývky hlavy a s rozpuštěnými vlasy. Jejich šaty musely umožňovat provedení pomazání na hlavě, hrudi a mezi lopatkami. Pro tento účel měly dle korunovačního řádu královniny šaty a košile být „vepředu i vzadu až k pasu rozstřižené.“ Novověké společenské chování tento středověký postup nepřipouštělo a královna byla během pomazání oblečena a obestoupena abatyší, řádovými sestrami a dvornými dámami popř. manželkami nejvyšších úředníků.
| „ | Znamenati jest, že sukně králové i košile mají býti otevřěny napřěd i nazad až do pasu a kněz arcibiskup má ji mazati na kříž svatým olejem na hlavě a na prsech i na plecí... | “ |

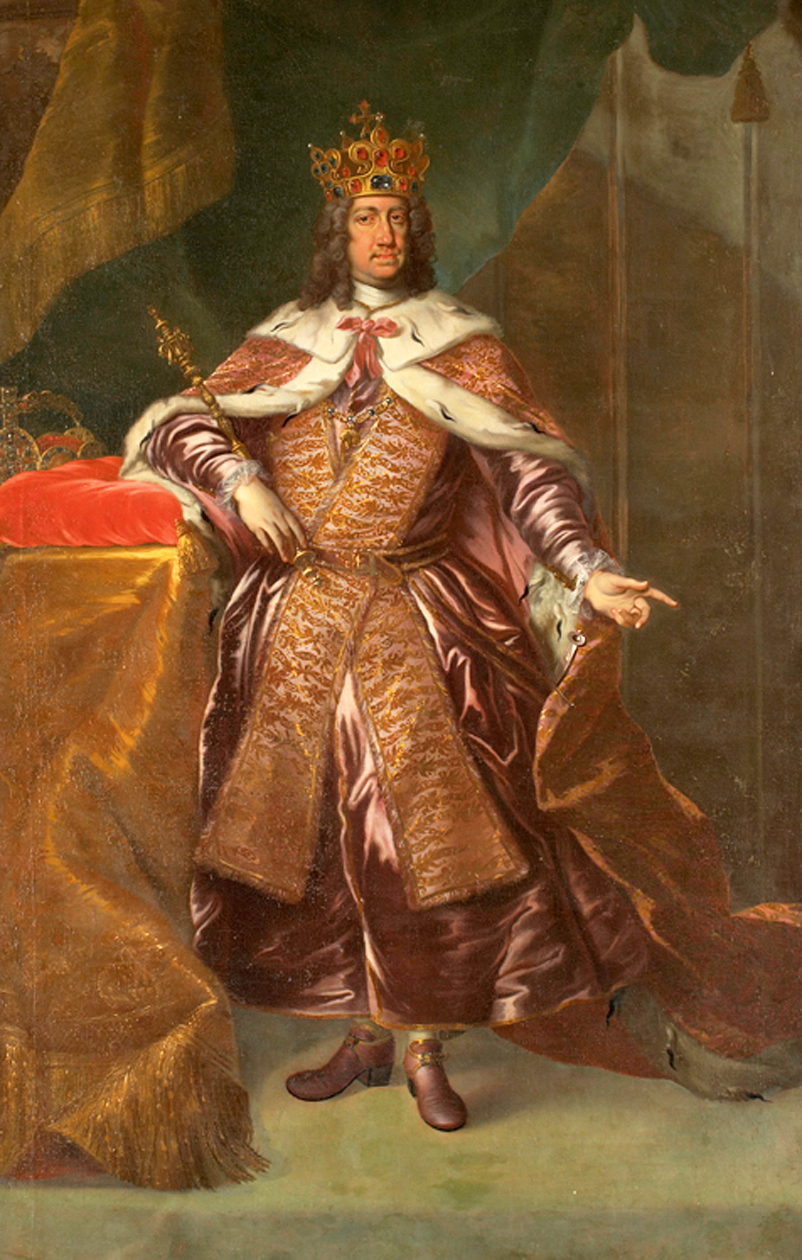
Korunovační portrét Karla VI.
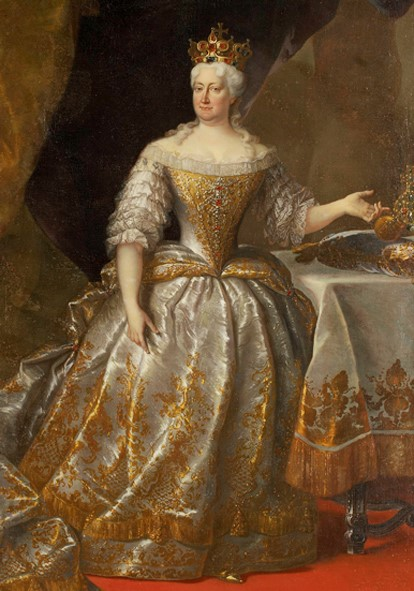
Korunovační portrét jeho manželky Alžběty Kristýny
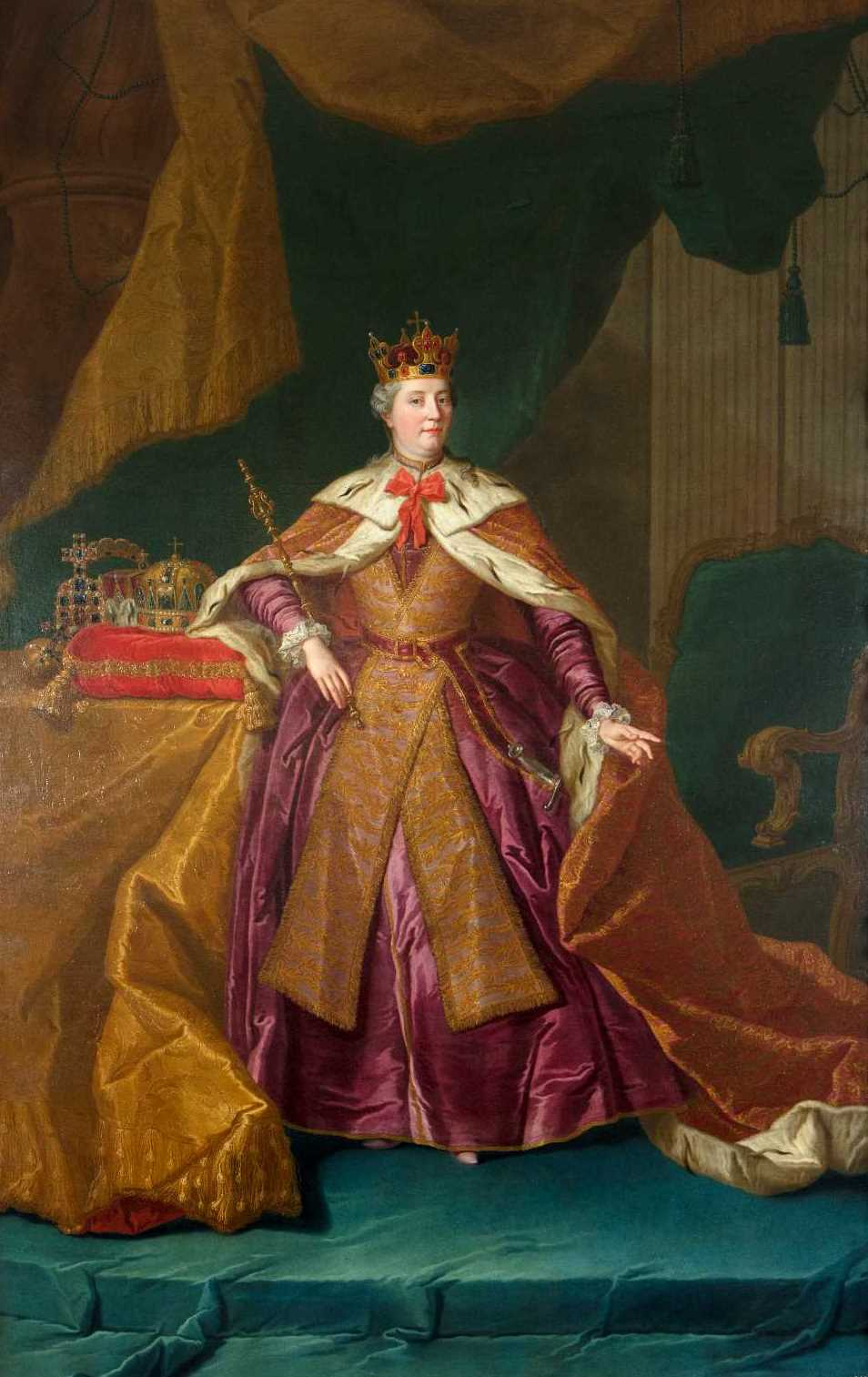
Korunovační portrét královny Marie Terezie
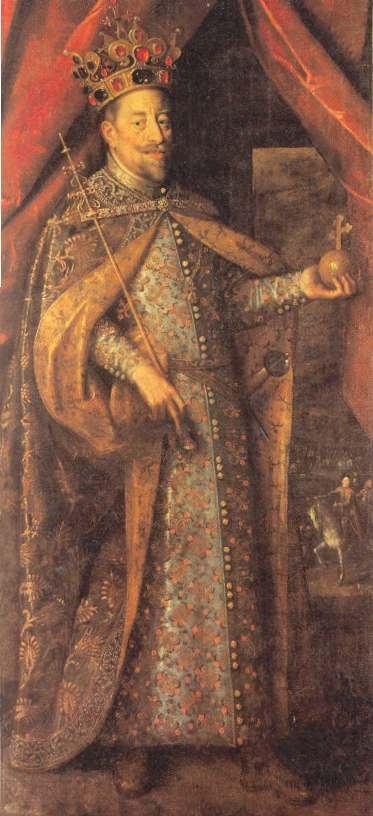
Korunovační portrét Matyáše Habsburského s původním žezlem a jablkem

## Průběh korunovace

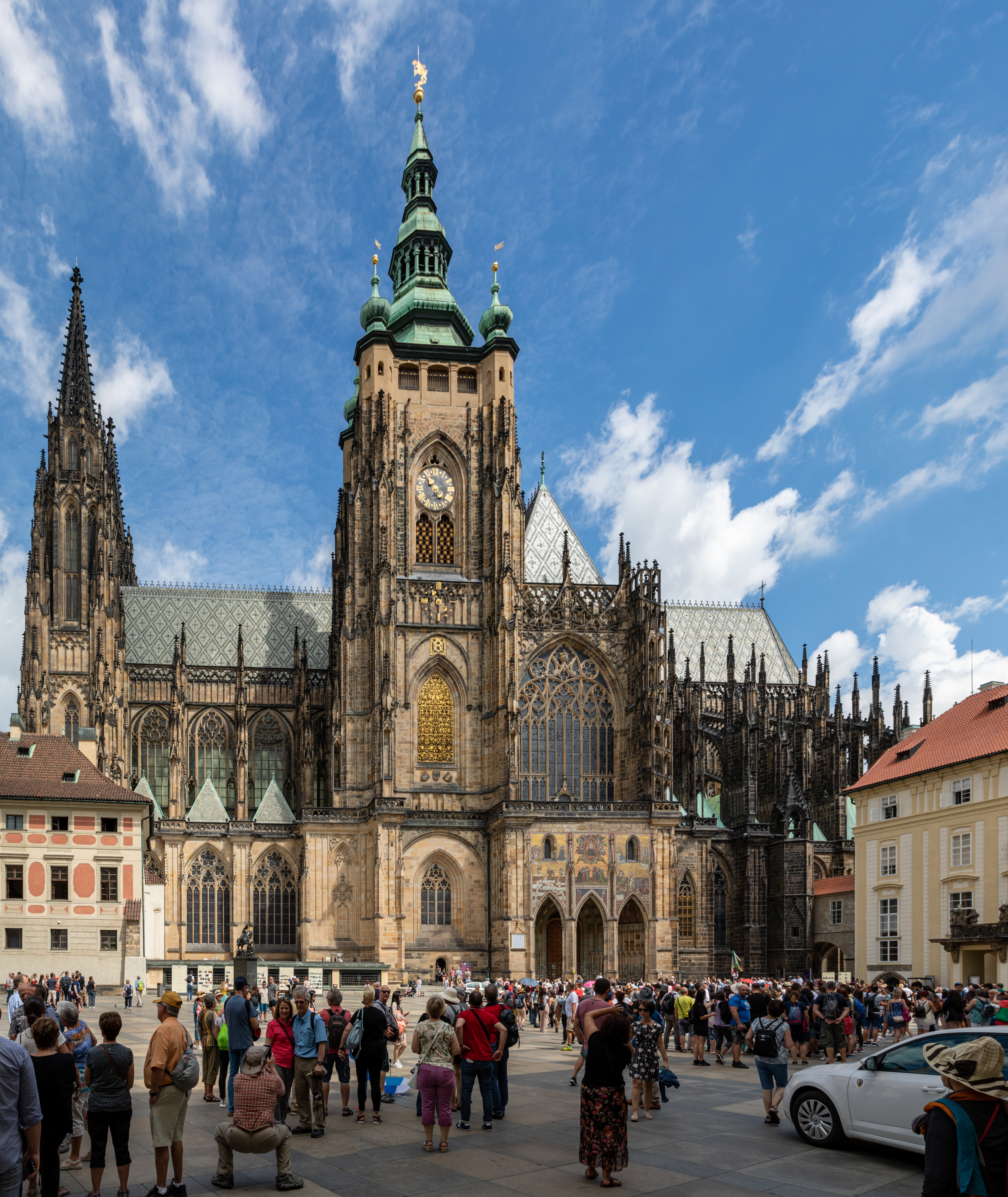
Katedrála svatého Víta, místo konání korunovací

### Korunovační řád
Průběh královské korunovace předepisuje korunovační řád Karla IV., který tvoří Řád korunování králů českých (latinsky Ordo ad coronandum Regem Bohemorum) a Řád požehnání královny (latinsky Ordo ad benedicendum reginam). Při vytváření korunovačního řádu vycházel Karel IV. především z původního českého korunovačního řádu, který byl odvozen z mohučského korunovačního řádu římských králů obohaceného o staročeské prvky. Zdrojem pro některé části korunovačního řádu byl Karlovi IV. korunovační řád francouzských králů z roku 1328 (především požehnání královny, žehnání korouhve, duchovní rozměr korunovace). Korunovační řád Karla IV. mluví o osobě nového panovníka jako o knížeti, který se až provedením korunovace stává králem. Korunovační řád obsahuje jednak předepsané modlitby, tak popis a pořadí úkonů, které byly při korunovaci prováděny: korunovační vigilie, průvod, kázání, skrutinium, aklamace, litanie, světící modlitby, průvod se svatým olejem, pomazání hlavy, prsou, plecí a paží, oblékání krále, pomazání rukou, preface, odevzdání pláště, meče, náramků a prstenu, vykoupení meče, odevzdání žezla a jablka, korunování, synodální požehnání, nastolení, holdování, Te Deum, slib.
Karlův korunovační řád zůstal v platnosti až do zrušení monarchie v roce 1918, přičemž k největšímu odchýlení došlo během korunovace kalvinisty Fridricha Falckého a jeho manželky. Největší trvalou změnou pak byla po roce 1627 přísaha na Obnovené zřízení zemské. K dalším novověkým změnám patřila mj. absence kázání, redukce některých z mnoha předepsaných modliteb, přesunutí holdovacího sněmu na den před samotnou korunovací na rozdíl od dřívějšího holdování až po vykonané korunovaci a odbourání některých středověkých obřadů jako návštěva Vyšehradu v předvečer korunovace (jejíž součástí byla modlitba v metropolitním chrámu a ukázání střevíců a brašny Přemysla Oráče). Král byl původně pomazán svatými oleji na obou rukou, paži, hrudi a hlavě (symbolizující pět ran Kristových), z čehož v novověku zůstalo pouze u pomazání křižmem na levé paži a mezi lopatkami.
Postupem času docházelo také ke změně jazyka korunovace a některých formulací. Jelikož byla korunovace součástí katolické mše, byla při korunovaci užívaným jazykem latina společně se staročeštinou. Namísto staročeštiny v průběhu novověku postupně převládla němčina, která byla později pomalu nahrazována čím dál delšími českými pasážemi (jednalo se ovšem už o překlady z němčiny).
Dále popsané královské korunovace jsou uvedeny tak, jak byly provedeny při poslední korunovaci v roce 1836.

### Korunovace krále

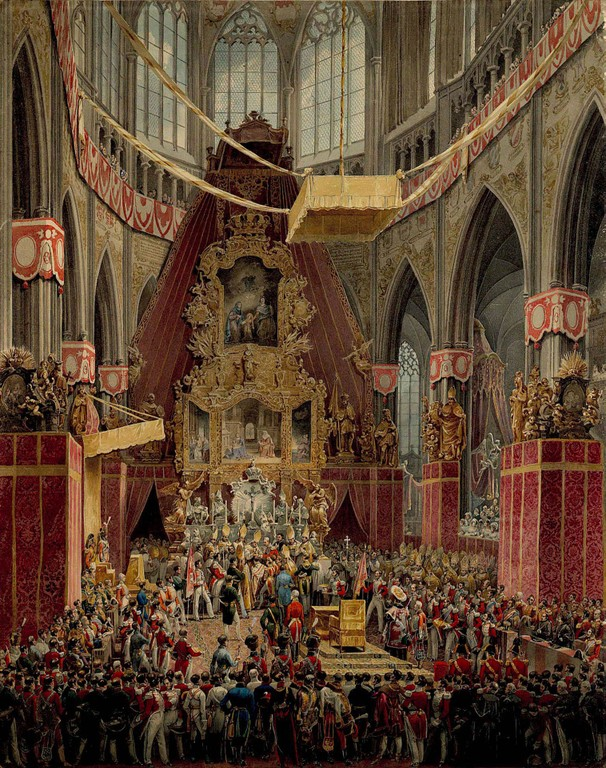
Katedrála během korunovace Ferdinanda V. v roce 1836

| „ | Ano, již i líbezní zvonní hlasové rozléhají se po sedmi chlumcích velebné Prahy, volajíce k slavnému korunování nejmilostivějšího krále. Jako k velikým hodům valní zástupové lidstva se hrnou k hlavnímu chrámu, jenž se svou nebenosnou věží na města Libušina se zalíbením hledí; hrnou se zástupové valní k chrámu, kdež schovány jsou ostatky sv. Víta, Václava, Vojtěcha, Jana Nepomuckého a jiných Svatých a světic Božích. Nyní se započíná slavné korunování v chrámu Páně; všecken lid padá na svá kolena při nejsvětější oběti… | “ |
| — Zprávy o Korunování vévodů a králů českých, Václav Michal Pešina rytíř z Čechorodu, kanovník svatovítské kapituly | |   |

V den korunovace zněly Prahou od ranních hodin zvony a dělové salvy. Korunovační procesí vyšlo z královského paláce směrem ke katedrále, do které vstoupilo Zlatou branou. Ve vstupu již čekal arcibiskup s dalšími duchovními hodnostáři. Král políbil zlatý korunovační kříž, který držel arcibiskup. Král poté za doprovodu několika nejvyšších hodnostářů vstoupil do kaple sv. Václava, kde se pomodlil a byl ustrojen do korunovačních rouch (mutatio vestis). Poté se v doprovodu církevních i světských hodnostářů odebral k hlavnímu oltáři k podstoupení korunovačních obřadů. Zastavení ve Svatováclavské kapli není obsaženo v korunovačním řádu Karla IV. Prvním panovníkem, který zavedl tuto tradici byl až Maxmilián I. v roce 1562.
Královna se usadila v královské oratoři společně s členy královského rodu a nejvýznamnějšími hosty. Pod oratoří se nacházela tribuna pro členy diplomatického sboru. Oproti ní pak další tribuna pro dámy, cizí šlechtu a manželky guberniálních, zemských a apelačních úředníků. Král za zpěvu chrámového sboru přistoupil za doprovodu budějovického a brněnského biskupa (kteří asistovali arcibiskupovi) k hlavnímu oltáři, kde byl instalován korunovační trůn s baldachýnem. U trůnu pak král poklekl na klekátko směrem k hlavnímu oltáři, kde byly vystaveny korunovační klenoty.
Obřad začal představením krále arcibiskupovi ústy budějovického biskupa, který zároveň (česky) představil krále a požádal arcibiskupa o provedení korunovace:
| „ | Nejdůstojnější otče svatá matka církev katolická žádá, abys přítomného na hodnost krále českého povýšeného, korunovat ráčil. | “ |

 Arcibiskup se otázal přítomných biskupů, zda je této korunovace hoden. Po udělení jejich souhlasu s korunovací poučil arcibiskup krále o jeho úřadu a povinnostech. Poté přítomní poklekli a společně s arcibiskupem se modlili litanie ke Všem svatým a král usedl na trůn. Po modlitbě král sestoupil z trůnu k oltářním stupňům. Následně král složil dvojici přísah. První z nich se týkala ochrany církve a víry a králi ji latinsky předříkal arcibiskup:
| „ | „Chceš své víry od katolických předkův zděděné se držeti a spravedlivými ji jeviti?“ Na kterou král takéž v latině odpověděl: „Chci“. Načež arcibiskup pokračoval: „Chceš-li Bohem tobě svěřené království podle spravedlnosti otcův svých spravovati a hájiti?“ Seč budu s pomocí Boží a všech mi poddaných a slibuji věrně toto zachovávati,“ odpověděl král. | “ |

 Poté přijal arcibiskup od panovníka církevní přísahu:
| „ | Já s přivolením božím korunován býti mající král český vyznávám a slibuji před Bohem a anděly jeho, zákon, spravedlnost a mír církvi boží a lidu mně poddanému příště podle možnosti a vědomosti činiti a zachovati, ač se slušným zřetelem k milosrdenství božímu, jak nejlépe budu moci nalézti v řadě svých věrných. Též biskupům církví božích vzdávati úctu slušnou a dle zákonů církevních; a neporušeně zachovávati, co od císařů a králů bylo kostelům uděleno a darováno. Opatům, správcům a manům mým prokazovati slušnou čest podle rady věrných mojích. Tak mi dopomáhej Bůh a tato svatá evangelia. | “ |

Při tomto položil král ruce na otevřené evangelium. Po složení církevní přísahy byla řada na přísahu světskou, skládanou na Obnovené zřízení zemské, kterou králi předříkal nejvyšší purkrabí. Korunovační přísaha Ferdinanda V. (v roce 1836) zněla takto:
| „ | My Ferdinand V. přísaháme Pánu Bohu všemohoucímu, že chceme nad katolickým náboženstvím pevně ruku držet, jednomu každému spravedlnosti udělovat, a stavy při jich od Jeho Majestátu a lásky zvěčnělého Našeho předka Ferdinanda II. dne 24. května 1627, pak od Ferdinanda III. dne 21. března 1642, jakož i od zvěčnělého Karla VI. dne 5. září 1723, od Naší paní prabáby Marie Terezie dne 12. května 1743, rovněž i od Našeho pana děda Leopolda II. dne 6. září 1791 i od Našeho pana otce Františka I. nejvýš blažené paměti dne 9. srpna 1792 potvrzených privilegií zachovat, též od království tohoto nic neodcizovat, ale raději podle možnosti Naší je rozšiřovat a rozmnožovat, i všecko to, což k dobrému jeho jest, činit. Tak nám pomáhej Bůh. | “ |

Při posledních slovech opět král položil ruce na evangelium a políbil korunovační kříž. Následně zemský komoří a nejvyšší hofmistr uvolnili králi korunovační roucho na ramenou a arcibiskup pomazal krále svatými oleji na ramenou a mezi lopatkami a požehnal mu (ve středověku arcibiskup pomazal králi i hlavu a prsa). Následně se král odebral za oltář, kde mu byl osušen olej a upravena korunovační roucha. Poté arcibiskup požehnal svatováclavský meč, přičemž byl král mečem opásán.
| „ | Aby právo hájil, bezpráví trestal, církev chránil vdovy a sirotky zastával a nepřátel potíral. Vezmi meč z oltáře vzatý skrze ruce naše, ačkoli nehodně, na místě a mocí svatých apoštolů posvěcený; a buď pamětiv toho, co David král prorokoval, řka: Přepasiž sobě meč tvůj k bedrům tvým nejmocnější, aby ním a skrze něj cestu spravedlnosti strojil, též nepravosti mocně rušila svatou Boží církev a její věrné oudy chránil a obhajoval; neméně pod vírou nevěrné, jako křesťanského jména nepřátely kazil, vdovám a sirotkům dobrotivě pomáhal a je ochraňoval; to což zpustlého, zase vyzdvihl, vyzdvižené zachoval, co nespravedlivého, pokutoval, co dobrého a spravedlivého, potvrzoval, bys někdy bez konce kraloval a Spasitelem světa, kterýž s Bohem Otcem a Duchem Svatým živ jest a kraluje Bůh na věky věkův. Amen. | “ |

Meč poté král odevzdal nejvyššímu zemského maršálkovi a nejvyšší zemský komoří odepnul králi pás s pochvou meče. Následovalo arcibiskupovo požehnání korunovačního prstenu, při kterém ho králi navlékl na prsteníček:
| „ | Vezmi prsten tento a skrze znamení víry katolickej znej. Nebo jakož za hlavu a knížete království a lidu ustaven jsi, tak i křesťanstvo a křesťanskou víru vzdělávej a obhajuj aby jsa štastný v činech a rozhojněn u víry králem králův oslaven byl, srkz toho kterémuž jest čest a sláva na věky věkův. Amen. | “ |

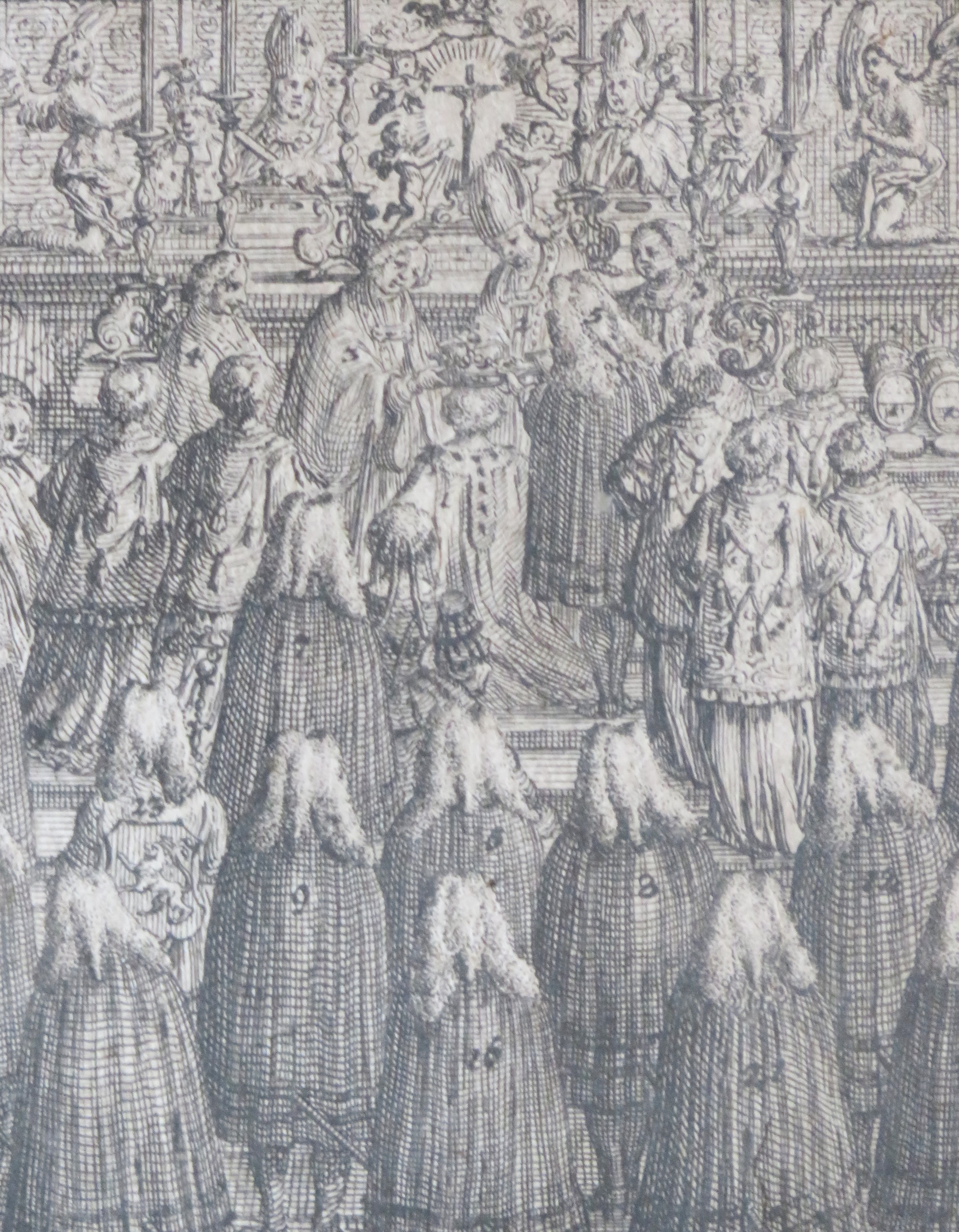
Korunovace Marie Terezie (1743)

Na řadu poté přišlo požehnání královského žezla a jablka. Arcibiskup dal králi jablko do levé ruky a žezlo do pravé ruky, přičemž promlouval:
| „ | Vezmi hůl moci a práva, kterouž poznávej sebe vyvoleným býti, těšit lidi dobré, děsit zlé, bloudícím cestu ukazovat, padlým ruku podávat, rozptylovat pyšné, a pozdvihovat ponížené; a nechť otevře tobě dveře Pán náš Ježíš Kristus, kterýž sám o sobě mluviti ráčí: Já jsem dveře, skrze mně jestliže kdo vejde spasen bude, kterýž jest klíč Davidův a žezlo domu Izraelského, kterýž otevírá a žádný nezavírá, zavírá a neotevírá. A buď tobě vůdce, kterýž vyvádí svázaného z vězení a sedícího ve tmách, i v stínu smrti, aby ve všem mohl následovat toho, o kterémž David prorok zpíval: Stolice tvá, ó Bože, na věky věků, hůl spravování, hůl království tvého; a následuje jeho, miloval spravedlnost, a v nenávisti měl nepravost; nebo proto tě pomazal Pán Bůh tvůj ku příkladu jeho, kteréhož před věky pomazal olejem radosti přede všemi jinými, Ježíše Krista Pána našeho, kterýž s ním živ jest a kraluje na věky věků. Amen. | “ |

Vrcholem obřadu bylo nasazení svatováclavské koruny na hlavu krále. Zástupce nejvyššího purkrabího podal korunu arcibiskupovi, který ji požehnal. Nejvyšší komoří nasadil královi na hlavu atlasovou čapku, kterou se pro korunovační obřad vykládala koruna. Poté arcibiskup za asistence zástupce nejvyššího purkrabího a obou asistujících biskupů vložil králi na hlavu korunu, během čehož pronesl:
| „ | Vezmi tuto korunu království ve jménu Otce, Syna i Ducha Svatého, pod kterouž pravý božský ctitel a udatný proti všem nepřátelům církve Kristovy a království tobě od Boha daného a správě tvé poručeného výtečný král vždycky zůstávej, abys mezi slavnými vítězi, perlami drahách ctností ozdoben, mzdou věčného blahoslavenství korunován, s vykupitelem a spasitelem Páně, Ježíšem, jehož jméno na sobě neseš, bez skonání se radoval, který živ jest a kraluje Bůh s Otcem i Duchem Svatým na věky věků. Amen. | “ |

Tímto vlastní korunovace skončila. Král se zvedl z pokleku, ve kterém přijímal korunu, a usedl na trůn zřízený po straně oltáře. Na závěr korunovace pronesl arcibiskup řeč. Poté předstoupil nejvyšší purkrabí před trůn a zvolal:
| „ | Pojďme a našemu korunovanému králi a pánu dědičnému přiznání učiňme! | “ |

Poté chrámové shromáždění za zvuků trub a tympánů třikrát provolalo:
| „ | Sláva korunovanému králi a dědičnému pánu! | “ |

Poté se nejvyšší purkrabí před králem uklonil a na znamení přísahy věrnosti se dotkl dvěma prsty koruny, resp. žezla. Po něm tak učinili i další přítomní stavové a zemští hodnostáři. Po skončení obřadu zazněly dělové salvy, přičemž mše pokračovala slavnostním Te Deum laudamus. V dobách před vydáním obnoveného zřízení zemského bylo po Te Deum králi holdováno, což později odpadlo, jelikož korunovační hold byl prováděn předešlého dne. Mše následně pokračovala čtením evangelia.
Při Kredu (Věřím) složil král vyznání víry, po němž bylo odstraněno klekátko a král pasoval nové svatováclavské rytíře, nejčastěji z řad zasloužilých vojáků, šlechticů a později i úředníků. Nejstarší známé pasování proběhlo roku 1297 při korunovaci Václava II., který takto pasoval na rytíře 240 osob. V pozdějších dobách se tato část obřadu zachovala jen z úcty k hlavnímu zemskému patronovi. Při poslední královské korunovaci v roce 1836 pasoval Ferdinand V. patnáct rytířů, sedm šlechticů ze stavu panského a osm ze stavu rytířského. Šlo o osoby navržené krajskými úřady. Každý z nich předstoupil před krále a poklekl na jedno koleno a král se obnaženým mečem sv. Václava třikrát dotkl jeho levého ramene.
Po skončení pasování se král (stále s korunou na hlavě) odebral k hlavnímu oltáři, kde poklekl a s pomocí arcibiskupa obětoval připravené obětiny (pozlacený a postříbřený bochánek chleba, soudky s vínem v zemských barvách (červeného a bílého) a pro korunovaci vyraženou zlatou minci). Po obětování se král vrátil na trůn a jelikož korunovace končila, odložil korunovační klenoty. Za zvuku dělových salv a znění zvonů udělil arcibiskup závěrečné požehnání. Na konci mše vzal král opět do rukou jablko a žezlo, byla mu nasazena atlasová čapka a na ní koruna a poté přijal blahopřání od světských i duchovních hodnostářů.
Po skončení korunovační mše se seřadil královský průvod, který se odebral do královského paláce na formální korunovační hostinu. Cestou z katedrály rozhazovali za novým králem speciálně ražené zlaté a stříbrné korunovační mince na znamení jeho velkorysosti.

### Korunovace královny

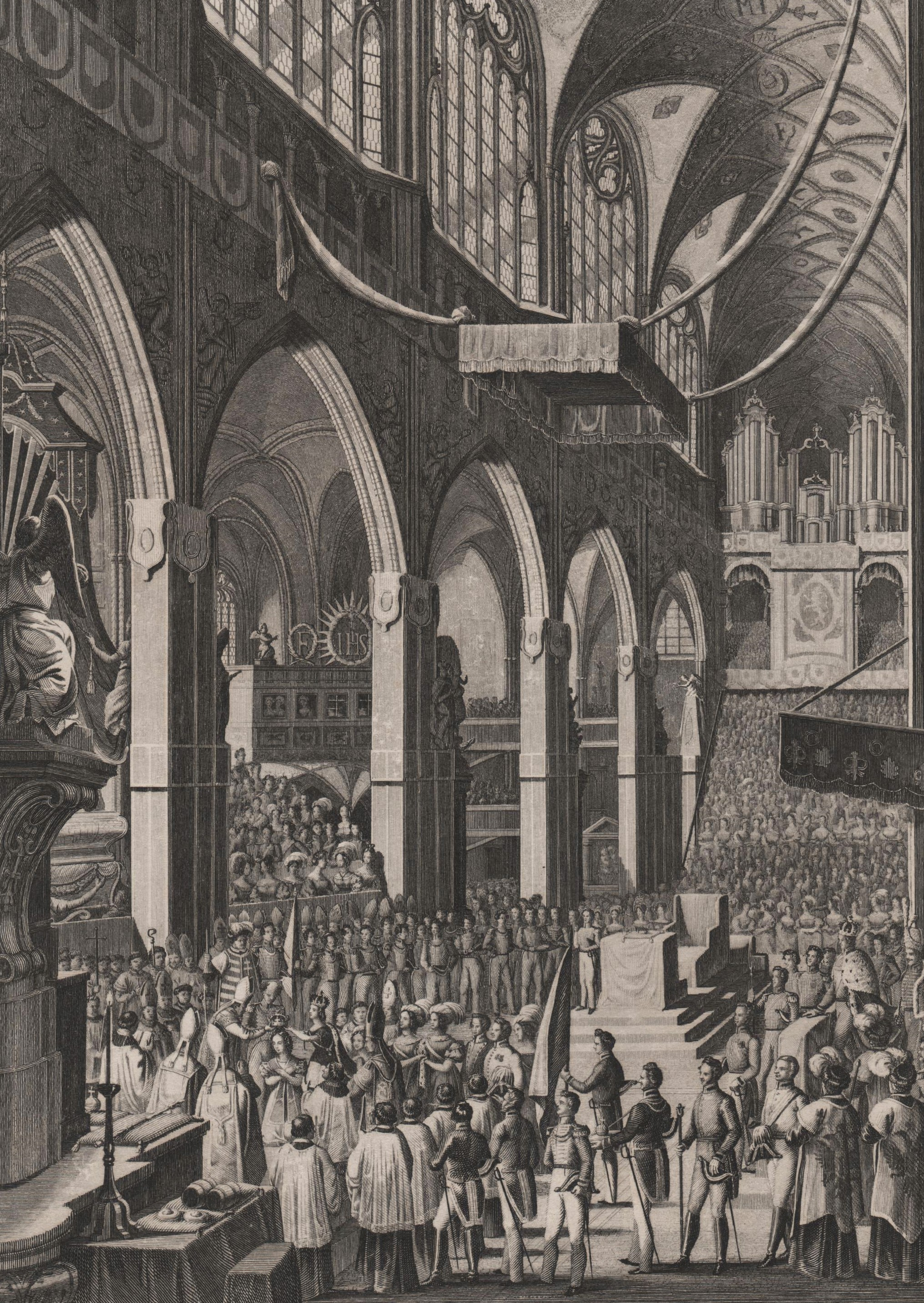
Korunovace královny Marie Anny (1836)

Dle korunovačního řádu byly podobné rituály, jako vykonával král, předepsány i pro korunovaci královny, která je měla podstoupit poté, co korunovační obřad podstoupil její manžel. Korunovace královských manželek společně s králem byla běžná v době přemyslovské a společně byli korunováni Jan Lucemburský a Eliška Přemyslovna i jejich syn a autor korunovačního řádu Karel IV. a jeho první žena Blanka z Valois. Korunovace Karla a Blanky byla poslední takovou společnou korunovací. Další královny již byly korunovány v jiný den nebo zcela samostatně. Doba mezi korunovací krále a královny se v pobělohorské době prodloužila na tři až šest dnů. Rozdělení společné korunovace královského páru bylo mezi evropskými monarchiemi českým specifikem. Jinak tomu bylo v případě, kdy královna podstupovala zcela samostatnou korunovaci. Většinou se tak dělo u královen, které se provdaly za již korunovaného krále. První takovou korunovací byla 26. května 1303 korunovace Elišky Rejčky, druhé manželky Václava II., která byla vratislavským biskupem Jindřichem z Vrbna korunována královnou českou a polskou. Stalo se tak se svolením arcibiskupa mohučského i hnězdněnského, jelikož Václav II. byl od roku 1300 také korunovaným králem polským. Poslední samostatně korunovanou královnou byla 10. ledna 1616 Anna Tyrolská (manželka Matyáše II.). Během 17. století bylo dvakrát přikročeno ke korunovaci manželek již korunovaných králů tři dny před korunovací následníka trůnu (1627, 1656).
V novověku, kdy již nebyla královna korunována v průběhu téže mše jako král, se nejprve musela v doprovodu dvorních dam odebrat do králových komnat, kde vyhledala krále, aby se mohl korunovační průvod vydat do katedrály. Královna kráčela prostovlasá pod baldachýnem a na poduškách byly neseny korunovační klenoty. U vchodu do katedrály stejně jako při korunovaci krále čekal arcibiskup, který držel korunovační kříž, který královna políbila. Po vstupu do katedrály byla stejně jako král uvedena do kaple svatého Václava, zatímco král byl usazen na postranní trůn. V kapli byla královna s pomocí dam ustrojena do korunovačních rouch a abatyše dostala od manželky nejvyššího kancléře korunu abatyší jiřského kláštera. Poté byla královna za doprovodu arcibiskupa předvedena před hlavní oltář, kde král latinsky požádal arcibiskupa o požehnání a vykonání korunovace.
Arcibiskup se pomodlil litanie ke Všem svatým a pomazal královnu svatým olejem mezi lopatkami, na hrudi a na ramenou (v novověku bylo arcibiskupem pomazání na hrudi jen naznačeno a provedla jej abatyše). Poté se královna za asistence abatyše odebrala za oltář, kde jí abatyše osušila olej a oblékla ji štólu, pás a královský plášť. Takto upravena se královna vrátila před oltář, kde obdržela všechny královské insignie jako král kromě korunovačního meče a arcibiskup ji za asistence abatyše a nejvyššího purkrabího za zvuků zvonů a děl vsadil na hlavu korunou svatého Václava. Následně dal arcibiskup královně jablko a žezlo a uvedl ji na trůn.
Poté královna (stejně jako král při vlastní korunovaci) obětovala zlatý a stříbrný pecen chleba, víno a zlatou minci. Při prefaci sejmula abatyše královně korunu, kterou jí po přijímání opět nasadila. Po skončení mše král poblahopřál královně k úspěšné korunovaci a průvod se vydal na korunovační hostinu. Po hostině se královský pár ukázal davu na královském balkónu.

### Protestantská korunovace Fridricha Falckého a Alžběty Stuartovny

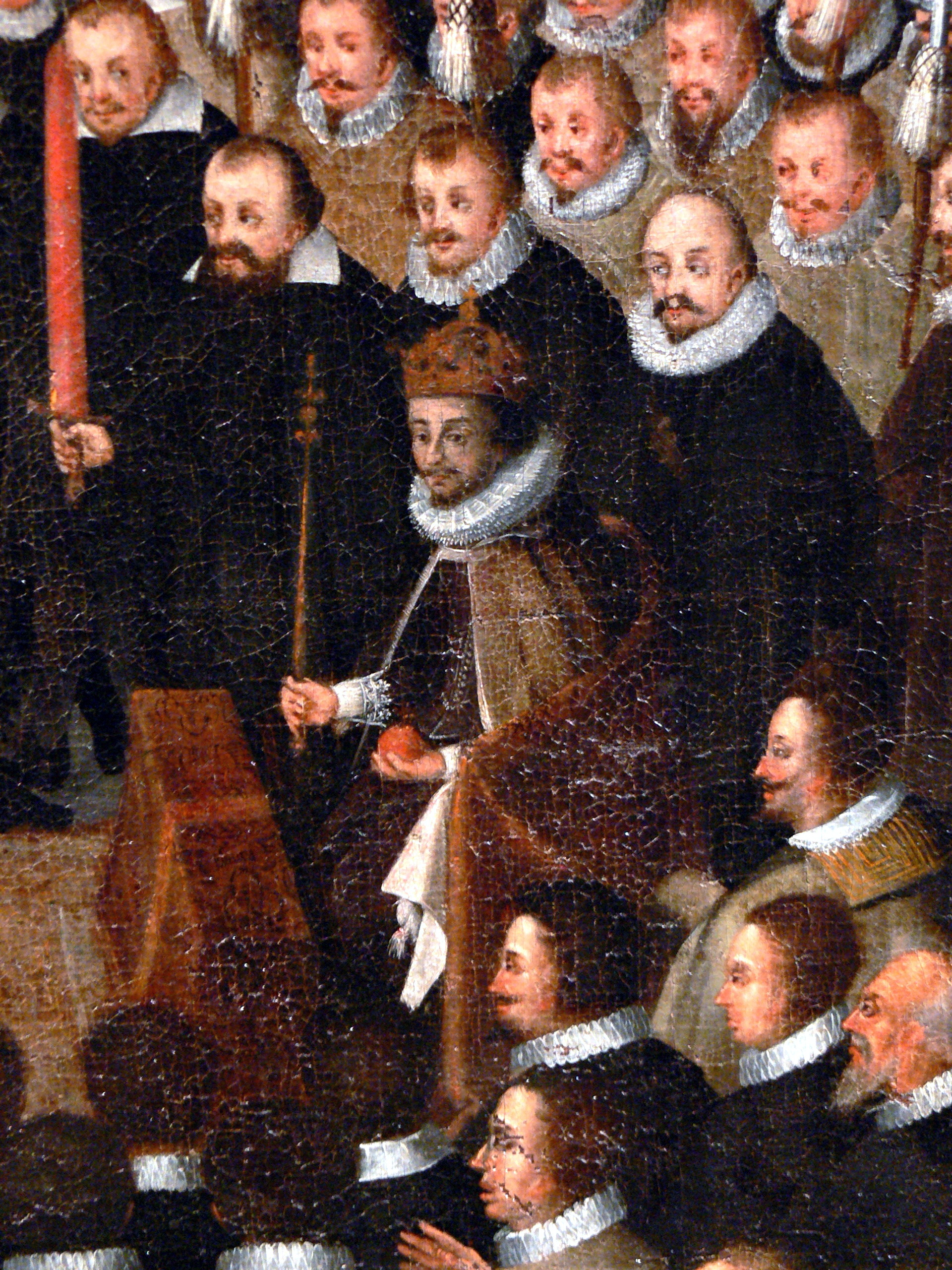
Korunovace zimního krále Fridricha Falckého (1620)

Při korunování zimního krále Fridricha Falckého a jeho ženy královny a anglické princezny Alžběty Stuartovny byla katolická korunovační mše nahrazena četbou z Písma svatého a dlouhým kázáním proloženým modlitbami. Během Fridrichovy korunovace bylo kázání proneseno v češtině, při korunovaci Alžběty pak německy. Poté následovalo královo složení přísahy (předříkané nejvyšším purkrabím). Po složení přísahy byl král (královna) pomazán na hlavě svatým olejem a byly mu nejvyššími zemskými hodnostáři předány královské insignie (podobně jako u katolických korunovací). Vložení koruny na královskou hlavu provedli společnými silami Jiří Dikast z Mířkova (administrátor dolní konzistoře) a Jan Cyril Třebíčský (senior Jednoty bratrské), kteří reprezentovali duchovní stav a Vilém starší z Lobkovic (nejvyšší hofmistr) s Bohuchvalem Berkou z Dubé (nejvyšší purkrabí), kteří reprezentovali světský stav. Na konci ceremonie bylo pasováno pět svatováclavských rytířů a zaznělo slavnostní Te Deum.

## Korunovační hostina

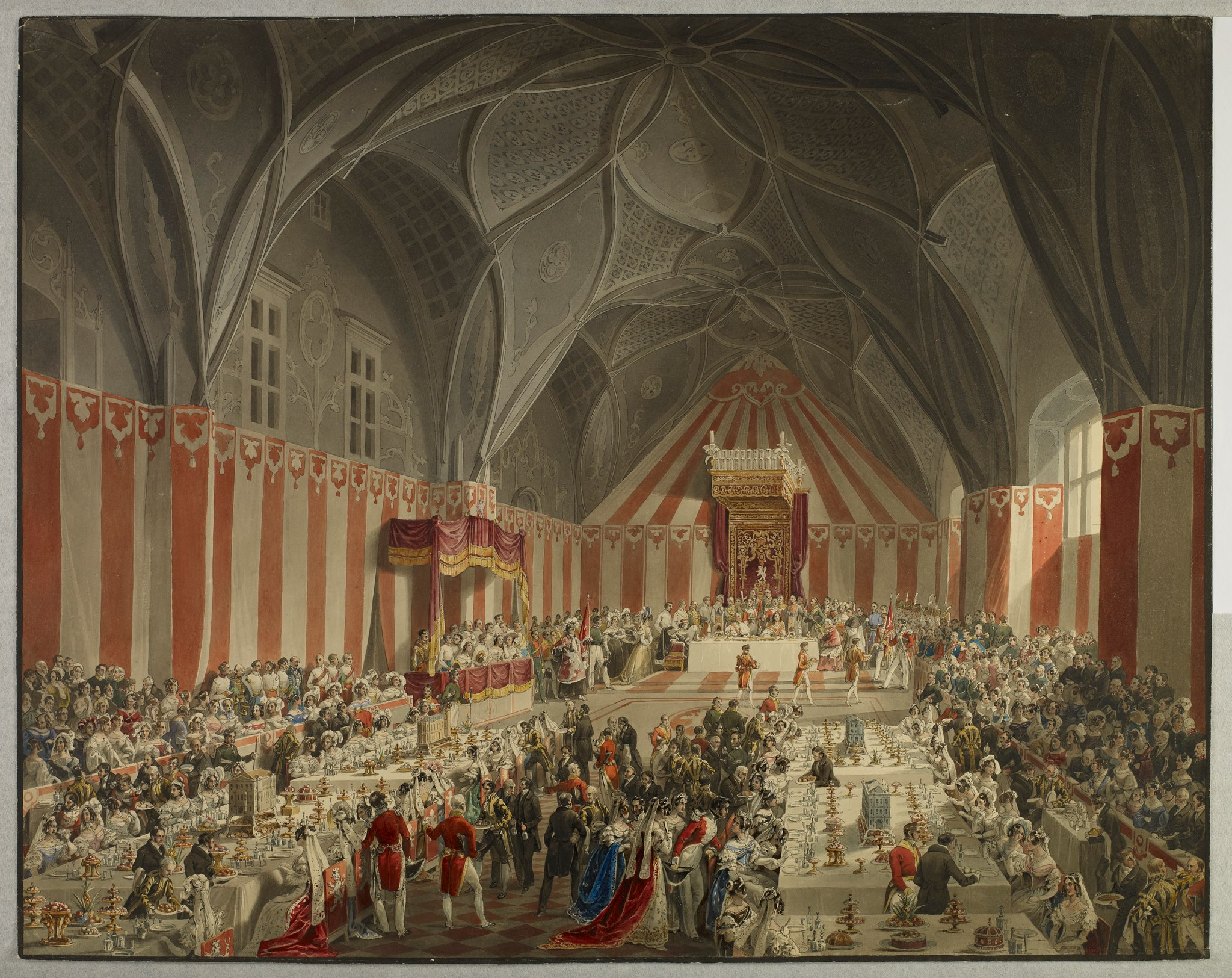
Obraz od Eduarda Gurka zachycující korunovační hostinu po korunovaci Ferdinand V. (1836)

Po skončení královské korunovace (jak korunovace krále, tak královny, pokud neprobíhaly ve stejný den) se příslušníci královského rodu, církevní hodnostáři, nejvyšší úředníci a slavnostní hosté odebrali na korunovační hostinu. Slavnostní hostiny se na rozdíl od mužského duchovenstva neúčastnila abatyše kláštera u sv. Jiří ani žádná jiná žena duchovního stavu.
Několik prvních korunovačních hostin se konalo ve venkovních prostorách pražských měst. Dvoudenní korunovační oslavu nechal po své korunovaci v prosinci 1261 připravit na Letné Přemysl Otakar II. Velkolepé, čtyři dny trvající oslavy u příležitosti korunovace jeho syna Václava o Letnicích roku 1297 se konaly v pro tento účel vystavěném dřevěném domě mezi Petřínem a břehem Vltavy. Hostina po korunovaci Václavovy druhé manželky Elišky Rejčky v roce 1303 se konala v dřevěném domě na prostranství mezi bazilikou svatého Víta a svatého Jiří. Minoritský klášter svatého Jakuba na Starém městě pražském hostil nejen korunovační veselí Jana Lucemburského a Elišky Přemyslovny v roce 1311, ale i oslavu následující po korunovaci Janovy druhé manželky Beatrix v roce 1337. Podobně jako u příležitosti korunovace Václava II. byl postaven velký dřevěný dům i pro korunovační hostinu Karla IV. jeho manželky v září 1347, tentokrát ale na místě dnešního Uhelného trhu.
Místem konání korunovačních hostin byl nejpozději od korunovace Žofie Bavorské Starý královský palác. Konkrétní prostor v rámci královského paláce se měnil v průběhu doby. Zpočátku se hostina konala ve Staré sněmovně, od korunovací v roce 1723 se hostiny konaly ve Vladislavském sále, který byl při těchto příležitostech nazýván přímo jako sál korunovační. Korunovační hostiny se ve vedlejších místnostech účastnili další stolovníci, přičemž v samotném sálu jich stolovalo přibližně 150 (po korunovaci v roce 1836).
V čele stál velký královský stůl s baldachýnem a poblíž byl stolek na korunovační klenoty. U královského stolu seděl na nejčestnějším místě císař (pokud byl přítomen), dále král, královna, arcibiskup, papežský nuncius, významní velvyslanci a další významní hosté. Každý ze stolovníků u královského stolu měl šenka, příbor a nádobí (osazenstvo vedlejších stolů si tyto muselo zajistit samo). Vedlejších stolů bylo dvanáct, tj. jeden pro každého zemského úředníka, který seděl v čele každého stolů. Tyto stoly byly uspořádány dle posloupnosti daného úředníka. U těchto stolů bylo obsazení stolovníků formálně nedůležité a záviselo na daném zemském úředníkovi, ovšem každý seděl tak, aby nebyl otočen ke králi zády, takže jedna z kratších stran stolu vždy zůstala prázdná. Jelikož byla účast na korunovační hostině prestižní záležitostí, docházelo občas při obsazování míst u stolů ke korupci. Při hostině u příležitosti korunovace královny pak namísto zemských úředníků byly v čele každého stolu jejich manželky a společně s nimi dvorní dámy.
Poté, co korunovační průvod dorazil z katedrály do sálu, se hosté usadili, zatímco král s doprovodem se odebral do místnosti zemských desek, kde mu byly sejmuty klenoty a odneseny do sálu na stolek k tomu určený. Korunovační hostina začínala a končila slavnostní modlitbou a obřadným mytím králových rukou. Po ukončení hostiny a omytí rukou se král odebral opět do zemských desek, kde si svlékl korunovační roucha. Korunovační klenoty byly zemskými úředníky pod vedením nejvyššího komořího odneseny za doprovodu ozbrojenců zpět do svatováclavské kaple. Po odchodu krále byla hostina ukončena a hosté se museli rozejít (nedojedené jídlo dostali služebníci). Tím definitivně skončila oficiální část korunovačních ceremoniálů.

## Seznam korunovací králů a královen
| Status   | Panovník (datum narození a úmrtí)                                    | Období vlády        | Datum              | Místo                     | Konsekrator (další koronátoři) |
| -------- | -------------------------------------------------------------------- | ------------------- | ------------------ | ------------------------- | --- |
| Král     | Vratislav I. (* cca 1032; † 1092)                                    | 1061–1092           | 20. dubna 1085     | Mohuč                     | císař Jindřich IV. |
| Král     | Vratislav I. (* cca 1032; † 1092)                                    | 1061–1092           | 15. června 1086    | Bazilika sv. Víta, Praha  | Egilbert z Ortenburgu arcibiskup trevírský |
| Královna | Svatava Polská (* cca 1047; † 1126) manželka Vratislava I            | 1062–1092           | 15. června 1086    | Bazilika sv. Víta, Praha  | Egilbert z Ortenburgu arcibiskup trevírský |
| Král     | Vladislav I. (* cca 1110; † 1174)                                    | 1140–1172           | 11. ledna 1158     | Řezno                     | císař Fridrich I. Barbarossa |
| Král     | Vladislav I. (* cca 1110; † 1174)                                    | 1140–1172           | 8. září 1158       | Milán                     | císař Fridrich I. Barbarossa |
| Král     | Přemysl Otakar I. (* 1155/1167; † 1230)                              | 1192–1193 1179–1230 | 8. září 1198       | Mohuč                     | císař Filip Švábský |
| Král     | Přemysl Otakar I. (* 1155/1167; † 1230)                              | 1192–1193 1179–1230 | 24. srpna 1203     | Merseburg                 | Guido z Praeneste papežský legát |
| Král     | Václav I. (* 1205; † 1253)                                           | 1230–1253           | 6. února 1228      | Bazilika sv. Víta, Praha  | Siegfried z Eppenštejna mohučský arcibiskup |
| Královna | Kunhuta Štaufská (* 1202; † 1248) manželka Václava I.                | 1224–1248           | 6. února 1228      | Bazilika sv. Víta, Praha  | Siegfried z Eppenštejna mohučský arcibiskup |
| Král     | Přemysl Otakar II. (* 1233; † 1278)                                  | 1253–1278           | 25. prosince 1261  | Bazilika sv. Víta, Praha  | Werner z Eppenštejna mohučský arcibiskup |
| Královna | Kunhuta Uherská (* 1245; † 1285) manželka Přemysla Otakara II.       | 1261–1278           | 25. prosince 1261  | Bazilika sv. Víta, Praha  | Werner z Eppenštejna mohučský arcibiskup |
| Král     | Václav II. (* 1271; † 1305)                                          | 1283–1305           | 2. června 1297     | Bazilika sv. Víta, Praha  | Gerhard z Eppenštejna mohučský arcibiskup |
| Královna | Guta Habsburská (* 1271; † 1297) manželka Václava II.                | 1285–1297           | 2. června 1297     | Bazilika sv. Víta, Praha  | Gerhard z Eppenštejna mohučský arcibiskup |
| Královna | Eliška Rejčka (* 1288; † 1335) manželka Václava II.                  | 1300–1305 1306–1307 | 26. května 1303    | Bazilika sv. Víta, Praha  | Jindřich z Vrbna biskup vratislavský |
| Král     | Jan Lucemburský (* 1296; † 1346)                                     | 1310–1346           | 7. února 1311      | Bazilika sv. Víta, Praha  | Petr z Aspeltu mohučský arcibiskup |
| Královna | Eliška Přemyslovna (* 1292; † 1330) manželka Jana Lucemburského      | 1310–1330           | 7. února 1311      | Bazilika sv. Víta, Praha  | Petr z Aspeltu mohučský arcibiskup |
| Královna | Beatrix Bourbonská (* 1320; † 1383) manželka Jana Lucemburského      | 1334–1346           | 18. května 1337    | Bazilika sv. Víta, Praha  | Jan IV. z Dražic biskup pražský |
| Král     | Karel I. (* 1316; † 1378) císař Karel IV.                            | 1346–1378           | 2. září 1347       | Katedrála sv. Víta, Praha | Arnošt z Pardubic arcibiskup pražský |
| Královna | Blanka z Valois (* 1316; † 1348) manželka Karla I.                   | 1346–1348           | 2. září 1347       | Katedrála sv. Víta, Praha | Arnošt z Pardubic arcibiskup pražský |
| Královna | Anna Falcká (* 1329; † 1353) manželka Karla I.                       | 1349–1353           | 1. listopadu 1349  | Katedrála sv. Víta, Praha | Arnošt z Pardubic arcibiskup pražský |
| Královna | Anna Svídnická (* 1339; † 1362) manželka Karla I.                    | 1353–1362           | 28. července 1353  | Katedrála sv. Víta, Praha | Arnošt z Pardubic arcibiskup pražský |
| Král     | Václav IV. (* 1361; † 1419)                                          | 1378–1419           | 15. června 1363    | Katedrála sv. Víta, Praha | Arnošt z Pardubic arcibiskup pražský |
| Královna | Alžběta Pomořanská (* 1346; † 1393) manželka Karla I.                | 1363–1378           | 18. června 1363    | Katedrála sv. Víta, Praha | Arnošt z Pardubic arcibiskup pražský |
| Královna | Johana Bavorská (* 1356; † 1386) manželka Václava IV.                | 1378–1386           | 17. listopadu 1370 | Katedrála sv. Víta, Praha | Jan Očko z Vlašimi arcibiskup pražský |
| Královna | Žofie Bavorská (* 1376; † 1428) manželka Václava IV.                 | 1389–1419           | 15. března 1400    | Katedrála sv. Víta, Praha | Olbram III. ze Škvorce arcibiskup pražský |
| Král     | Zikmund Lucemburský (* 1368; † 1437)                                 | 1419–1437           | 28. července 1420  | Katedrála sv. Víta, Praha | Konrád z Vechty arcibiskup pražský |
| Královna | Barbora Celjská (* 1392; † 1451) manželka Zikmunda                   | 1405–1437           | 11. února 1437     | Katedrála sv. Víta, Praha | sedisvakance Filibert de Montjeu, biskup coutanceský |
| Král     | Albrecht Habsburský (* 1397; † 1439)                                 | 1438–1439           | 29. června 1438    | Katedrála sv. Víta, Praha | sedisvakance Pavel z Miličína, biskup olomoucký |
| Král     | Ladislav I. Pohrobek (* 1440; † 1457)                                | 1453–1457           | 28. října 1453     | Katedrála sv. Víta, Praha | sedisvakance Jan XIII., biskup olomoucký |
| Král     | Jiří z Poděbrad (* 1420; † 1471)                                     | 1458–1471           | 7. května 1458     | Katedrála sv. Víta, Praha | sedisvakance Ágoston Salánki, biskup rábský Vince Szilassi, biskup vácovský |
| Královna | Johana z Rožmitálu (* 1430; † 1475) manželka Jiřího z Poděbrad       | 1458–1471           | 8. května 1458     | Katedrála sv. Víta, Praha | sedisvakance Ágoston Salánki, biskup rábský Vince Szilassi, biskup vácovský |
| Král     | Vladislav II. (* 1456; † 1516)                                       | 1471–1516           | 22. srpna 1471     | Katedrála sv. Víta, Praha | sedisvakance Mikuláš Próchnicki biskup z Podolského Kamence |
| Král     | Ludvík Jagellonský (* 1506; † 1526)                                  | 1516–1526           | 11. března 1509    | Katedrála sv. Víta, Praha | sedisvakance Stanislav I. Turzo, biskup olomoucký |
| Královna | Marie Habsburská (* 1505; † 1558) manželka Ludvíka                   | 1522–1526           | 1. června 1522     | Katedrála sv. Víta, Praha | sedisvakance Stanislav I. Turzo, biskup olomoucký |
| Král     | Ferdinand I. Habsburský (* 1503; † 1564)                             | 1526–1564           | 24. února 1527     | Katedrála sv. Víta, Praha | sedisvakance Stanislav I. Turzo, biskup olomoucký spolukoronátor: Zdeněk Lev z Rožmitálu nejvyšší purkrabí                                                                                      |
| Královna | Anna Jagellonská (* 1503; † 1547) manželka Ferdinanda I.             | 1526–1547           | 25. února 1527     | Katedrála sv. Víta, Praha | sedisvakance Stanislav I. Turzo, biskup olomoucký |
| Král     | Maxmilián (* 1527; † 1576)                                           | 1564–1576           | 20. listopadu 1562 | Katedrála sv. Víta, Praha | Antonín Brus z Mohelnice arcibiskup pražský spolukoronátor: Jan mladší z Lobkovic nejvyšší purkrabí                                                                                             |
| Královna | Marie Španělská (* 1528; † 1603) manželka Maxmiliána                 | 1564–1576           | 21. listopadu 1562 | Katedrála sv. Víta, Praha | Antonín Brus z Mohelnice arcibiskup pražský spolukoronátor: Jan mladší z Lobkovic nejvyšší purkrabí                                                                                             |
| Král     | Rudolf II. (* 1552; † 1612)                                          | 1576–1611           | 22. září 1575      | Katedrála sv. Víta, Praha | Antonín Brus z Mohelnice arcibiskup pražský spolukoronátor: Vilém z Rožmberka nejvyšší purkrabí                                                                                                 |
| Král     | Matyáš Habsburský (* 1557; † 1619)                                   | 1611–1619           | 23. května 1611    | Katedrála sv. Víta, Praha | František z Ditrichštejna biskup olomoucký spolukoronátor: Adam ze Šternberka nejvyšší purkrabí                                                                                                 |
| Královna | Anna Tyrolská (* 1585; † 1618) manželka Matyáše                      | 1611–1618           | 10. ledna 1616     | Katedrála sv. Víta, Praha | Jan Lohelius arcibiskup pražský spolukoronátoři: Adam ze Šternberka nejvyšší purkrabí Žofie Albínka z Helfenburku kněžna abatyše kláštera u sv. Jiří                                            |
| Král     | Ferdinand II. (* 1578; † 1637)                                       | 1619–1637           | 29. června 1617    | Katedrála sv. Víta, Praha | Jan Lohelius arcibiskup pražský |
| Král     | Fridrich Falcký (* 1596; † 1632)                                     | 1619–1620           | 4. listopadu 1619  | Katedrála sv. Víta, Praha | Jiří Dikast z Mířkova administrátor dolní konzistoře Jan Cyril Třebíčský senior Jednoty bratrské Vilém starší z Lobkovic nejvyšší hofmistr Bohuchval Berka z Dubé nejvyšší purkrabí             |
| Královna | Alžběta Stuartovna (* 1596; † 1662) manželka Fridricha               | 1619–1620           | 7. listopadu 1619  | Katedrála sv. Víta, Praha | Jiří Dikast z Mířkova administrátor dolní konzistoře |
| Královna | Eleonora Gonzaga (* 1598; † 1655) manželka Ferdinanda II.            | 1622–1637           | 21. listopadu 1627 | Katedrála sv. Víta, Praha | Arnošt Vojtěch z Harrachu arcibiskup pražský, primas český spolukoronátoři: Adam z Valdštejna nejvyšší purkrabí Žofie Albínka z Helfenburka kněžna abatyše kláštera u sv. Jiří                  |
| Král     | Ferdinand III. (* 1608; † 1657)                                      | 1637–1657           | 24. listopadu 1627 | Katedrála sv. Víta, Praha | Arnošt Vojtěch z Harrachu arcibiskup pražský, primas český spolukoronátor: Adam z Valdštejna nejvyšší purkrabí                                                                                  |
| Král     | Ferdinand IV. (* 1633; † 1654)                                       | fakticky nevládl    | 5. srpna 1646      | Katedrála sv. Víta, Praha | Arnošt Vojtěch z Harrachu arcibiskup pražský, primas český spolukoronátor: Jaroslav Bořita z Martinic nejvyšší purkrabí                                                                         |
| Královna | Eleonora Magdalena Gonzaga (* 1630; † 1686) manželka Ferdinanda III. | 1651–1657           | 11. září 1656      | Katedrála sv. Víta, Praha | Arnošt Vojtěch z Harrachu arcibiskup pražský, primas český spolukoronátoři: Bernard Ignác Jan z Martinic nejvyšší purkrabí Justýna Anna Ettlová z Rosenfelsu kněžna abatyše kláštera u sv. Jiří |
| Král     | Leopold I. (* 1640; † 1705)                                          | 1657–1705           | 14. září 1656      | Katedrála sv. Víta, Praha | Arnošt Vojtěch z Harrachu arcibiskup pražský, primas český spolukoronátor: Bernard Ignác Jan z Martinic nejvyšší purkrabí                                                                       |
| Král     | Karel II. (* 1685; † 1740)                                           | 1711–1740           | 5. září 1723       | Katedrála sv. Víta, Praha | František Ferdinand Khünburg arcibiskup pražský, primas český spolukoronátor: Jan Josef z Vrtby nejvyšší purkrabí                                                                               |
| Královna | Alžběta Kristýna Brunšvická (* 1691; † 1750) manželka Karla II.      | 1711–1740           | 8. září 1723       | Katedrála sv. Víta, Praha | František Ferdinand Khünburg arcibiskup pražský, primas český spolukoronátoři: Jan Josef z Vrtby nejvyšší purkrabí Isidora Konstancie Roudnická z Březnice kněžna abatyše kláštera u sv. Jiří   |
| Královna | Marie Terezie (* 1717; † 1780)                                       | 1740–1780           | 12. května 1743    | Katedrála sv. Víta, Praha | Jakub Arnošt z Lichtenštejna-Kastelkornu biskup olomoucký spolukoronátor: Jan Arnošt Antonín Schaffgotsch nejvyšší purkrabí                                                                     |
| Král     | Leopold II. (* 1747; † 1792)                                         | 1790–1792           | 6. září 1791       | Katedrála sv. Víta, Praha | Antonín Petr Příchovský arcibiskup pražský, primas český spolukoronátor: Jindřich František z Rottenhanu nejvyšší purkrabí                                                                      |
| Královna | Marie Ludovika Španělská (* 1745; † 1792) manželka Leopolda II.      | 1790–1792           | 12. září 1791      | Katedrála sv. Víta, Praha | Antonín Theodor Colloredo-Waldsee arcibiskup olomoucký spolukoronátoři: Jindřich František z Rottenhanu nejvyšší purkrabí Marie Anna Rakouská abatyše Tereziánského ústavu šlechtičen           |
| Král     | František I. (* 1768; † 1835)                                        | 1792–1835           | 9. srpna 1792      | Katedrála sv. Víta, Praha | Antonín Petr Příchovský arcibiskup pražský, primas český spolukoronátor: Jindřich František z Rottenhanu nejvyšší purkrabí                                                                      |
| Královna | Marie Terezie Sicilská (* 1772; † 1807) manželka Františka I.        | 1792–1835           | 11. srpna 1792     | Katedrála sv. Víta, Praha | Antonín Petr Příchovský arcibiskup pražský, primas český spolukoronátoři: Jindřich František z Rottenhanu nejvyšší purkrabí Marie Anna Rakouská abatyše Tereziánského ústavu šlechtičen         |
| Král     | Ferdinand V. (* 1793; † 1875)                                        | 1835–1848           | 7. září 1836       | Katedrála sv. Víta, Praha | Ondřej Alois Ankwicz arcibiskup pražský, primas český spolukoronátor: František Antonín Libštejnský-Kolovrat zástupce nejvyššího purkrabí                                                       |
| Královna | Marie Anna Savojská (* 1803; † 1884) manželka Ferdinanda V.          | 1835–1848           | 12. září 1836      | Katedrála sv. Víta, Praha | Ondřej Alois Ankwicz arcibiskup pražský, primas český spolukoronátoři: Karel Chotek nejvyšší purkrabí Marie Terezie Izabela Rakouská abatyše Tereziánského ústavu šlechtičen                    |